# 東海地方
東海地方（とうかいちほう）は、中部地方・近畿地方において本州中央部に位置し太平洋に面する地域の名称として扱われる。最大都市は愛知県名古屋市である。

## 概要
一般的には愛知県・岐阜県・三重県・静岡県の4県を指すとされるが、「中部日本南部の太平洋沿岸地方の称」で、通常、静岡・愛知・三重と岐阜の一部を指すとする文献 や、五畿七道（南関東から近畿地方まで）の東海道として、内陸の岐阜県（五畿七道の東山道）を除く本州中央部太平洋側の地方である「静岡、愛知、三重の東海3県」とする文献、またはおもに言語面をはじめとした生活・文化面の共通性から三重県を近畿地方あるいは関西圏として扱い 中部・東海地方から除外する（その場合は愛知・岐阜・静岡が「東海3県」とされる）ケース、また、愛知・静岡2県のみを東海地方とするケースもあるなど、特にその範囲は固定しているわけではない。
現代日本では、愛知県・岐阜県・三重県の3県は、名古屋市を中心とした名古屋都市圏（中京圏）として経済的・人的結びつきが強い。そのため、静岡県を除いた3県のみを東海地方とする場合（東海3県）も多く、愛知県名古屋市に本社を置く広域民放各局（在名テレビ局）もこの東海3県を放送エリアとしている。これは静岡県が中・東部を中心に関東地方との結びつきが強い地域が多いことが影響している（省庁の地方支部局では静岡県は関東に含まれる場合がある）。また愛知県を含まない県同士の交流・文化面での共通性は現在でも小さく、東海3県の中でもたとえば名古屋から地理的に遠い岐阜県北部や三重県西部・南部は、愛知県との結びつきが比較的弱い。

### 名前の由来
名称は、五畿七道の東海道に由来してこのように呼ばれている。

## 地理

### 東海の範囲
東海地方は、古代の東海道とは異なる。東海道は広大で、甲斐国（現在の山梨県）をも含み、東は関東東岸まで伸びる。一方、東海地方のうち、岐阜県（美濃国・飛騨国）は東山道、三重県東紀州（紀伊国の一部）は南海道であり、東海道には含まれない。
愛知県、岐阜県、静岡県は中部地方に属し、三重県は近畿地方に属する。
岐阜県の飛騨は中央高地地方、三重県の伊賀は関西地方としてそれぞれ扱われ、東海地方に含まれない場合もある。

### 地形
地質的には、糸魚川静岡構造線（糸静線）や中央構造線が縦断している。東部から北部にかけて富士山、赤石山脈、木曽山脈、飛騨山脈など火山活動や造山運動により形成された中央高地と接し、南は太平洋に面している。岐阜県北部（主に飛騨地方）は造山活動によって形成された中央高地の一部で、飛騨山脈など日本有数の山岳地帯となっている。
沿岸がプレート境界になっているため、東海地震や東南海地震などの警戒区域になっている。南東端の伊豆半島は火山活動と海面の上昇で形成されたリアス式海岸に山地が迫った地形である。伊豆半島の西側に広がる駿河湾岸は火山活動や造山運動により形成された山岳地帯を狩野川、富士川、安倍川、大井川といった大河川の浸食作用で形成された小規模な平野が分断している。駿河湾の西側の遠州灘沿岸部および三河湾沿岸部は駿河湾岸より火山活動や造山活動の停止が比較的早かったため、海面の下降により形成された台地が広がっている。伊勢湾沿岸は木曽三川などの河川の堆積作用により、濃尾平野や伊勢平野などの大規模な平野が広がっている。志摩半島から熊野灘沿岸はリアス式海岸となっている。

#### 山地
主な山脈
- 山脈・山地：木曽山脈・飛騨山脈・飛騨高地・両白山地・伊吹山地・鈴鹿山脈・布引山地・紀伊山地・天子山地・身延山地・赤石山脈

主な山
- 山：茶臼山・鳳来寺山・恵那山・御嶽山・乗鞍岳・焼岳・穂高岳・槍ヶ岳・笠ヶ岳・黒部五郎岳・白山・大日ヶ岳・伊吹山・御在所岳・朝熊山・大台ヶ原山・天城山・富士山・間ノ岳・塩見岳・荒川岳（悪沢岳）・赤石岳・聖岳・光岳・秋葉山

主な高原
- 高原：美濃三河高原

#### 河川
主な川
- 川：庄内川・矢作川・豊川・木曽川・長良川・揖斐川・神通川（河口は富山県）・庄川（河口は富山県）・石徹白川（九頭竜川水系）・鈴鹿川・雲出川・櫛田川・宮川・熊野川・木津川（淀川水系）・狩野川・富士川・安倍川・大井川・菊川・天竜川

#### 湖沼
主な湖
- 湖沼：浜名湖・油ヶ淵

#### 海岸
主な湾
- 海：三河湾・伊勢湾・駿河湾
- 灘：熊野灘・相模灘・遠州灘

#### 島嶼
- 半島：渥美半島・知多半島・紀伊半島・志摩半島・伊豆半島
- 島：佐久島・日間賀島・篠島・神島・答志島・菅島・賢島・初島

#### 土地
- 平野：岡崎平野・豊橋平野・濃尾平野・伊勢平野・静岡平野・浜松平野
- 台地：各務原台地・牧之原台地・磐田原台地・三方原台地
- 盆地：東濃盆地・高山盆地・古川国府盆地・上野盆地

#### 景勝地
- 海岸：伊良湖岬・二見浦・大王崎・英虞湾・鬼ヶ城・城ヶ崎海岸・石廊崎・三保の松原・御前崎・中田島砂丘
- 山岳・渓谷：鳳来峡・三ヶ根山・香嵐渓・付知峡・恵那峡・中山七里・平湯大滝・宇津江四十八滝・日本ライン・金華山・揖斐峡・養老の滝・宇賀渓・石水渓・岩倉峡・青山高原・赤目四十八滝・香肌峡・瀞峡・河津七滝・大室山・白糸の滝・日本平・寸又峡

### 気候
三重県から愛知県の大部分、静岡県の沿岸が太平洋側気候、三重県の伊賀と愛知県山間部の奥三河、岐阜県の大部分が内陸性気候、岐阜県西濃から飛騨地方が日本海側気候である。濃尾平野の夏は高温多湿で、全国でも有数の酷暑地帯である。冬は、濃尾平野で伊吹おろしという乾燥した冷たい風が吹くため、体感温度が北日本並みにまで低下する日がある。強い冬型の気圧配置になると、岐阜県関ケ原町付近で伊吹山地と鈴鹿山脈の間が途切れている為雪雲の通り道になる事もあり、岐阜県西濃や愛知県西部、三重県北部などに大雪を降らせることがある。近年の稀有な記録的大雪例として、1995年（平成7年）12月25日から12月27日にかけての寒波で、三重県四日市市で最深積雪53cm、1996年（平成8年）1月9日から1月10日にかけての寒波で、岐阜県岐阜市で最深積雪48cmの大雪を記録した。他にも2005年と2014年に名古屋市でも最深積雪23cmを記録している。岐阜県と静岡県の一部は豪雪地帯に指定されているところがある。三重県南部は雨の多い地域で、台風が頻繁に通過することから「台風銀座」と呼ばれている。また、静岡県は東日本で最も台風上陸数が多い。

## 歴史
歴史地理学的な東海地方は、木曽三川と富士川の間の東海道沿線のうち、愛知県の全域と静岡県の富士川以西に当たり、畿内政権の領土になった三重県と、関東の諸政権の領土になった静岡県東部とに挟まれた範囲である。次第に、鈴鹿関から箱根関の間へと拡大していった。

### 古代
平野部は、比較的温暖な気候のため、登呂遺跡に見られるように、古代から人類の定住が見られた。特に濃尾平野においては、弥生人の勢力が強くあらわれている。一宮市にある西上免遺跡などに大規模な前方後方形墳丘墓が建設されたなど、前方後方墳は伊勢湾岸一体から誕生し、全国へ広がったと考えられている。律令制の五畿七道で東海道が整備されたが、律令時代は大陸との外交がメインとなっていたため山陽道が大動脈の時代であった。当時の東海道は、関東などの東国から畿内や北九州などの西国へ向かう防人の通行路であり、東海道は字義通り、「東へ通じる海の道」であった。

### 中世から近世まで
戦国時代から江戸時代にかけては、木曽三川と富士川の間は、特に「海道」と呼ばれていた。主な用例として、「海道下り」、「海道一の大親分（清水次郎長）」などがある。
関東と畿内との間の「廊下地帯」として、鎌倉時代以降に権力者から重視された。かつて源義朝は京都での内部抗争の末に、伊豆国の蛭ヶ小島に流刑された。最期の地も知多半島で迎えている。後に、子の源頼朝が鎌倉幕府を開くと、富士川以東は鎌倉幕府の領土となった。
戦国時代になり戦国大名が濫立すると、東海道は、「桶狭間の戦い」や「長篠の戦い」「小牧・長久手の戦い」「関ヶ原の戦い」などの大規模合戦が繰り広げられ、権力争いの場となった。中でも、現在の愛知県に当たる尾張国と三河国の2地域からは、織田信長、豊臣秀吉、徳川家康といった「三英傑」の他、多くの藩祖となる大名を輩出した。また駿河国の駿府（静岡）は、今川義元と徳川家康の本拠地となった。
江戸時代になると、江戸（東京）と京都を結ぶ「東海道五十三次」が整備され、その往来は日本最大規模の大動脈となった。この東海道沿線の中には、駿府･掛川･濱松･吉田･岡崎･桑名など、宿場町や城下町から発達した都市も多い。

### 近代以降
明治維新で中央集権体制が成立すると、名古屋が地方統治の拠点となり、それ以降は政府機関が集中するようになった。又、廃藩置県期の東海地方には、名古屋県･額田県･豊橋県･浜松県･静岡県･足柄県などが分立していたが、1876年（明治9年）8月以後は愛知県と静岡県に削減。さらにこの時、静岡県域だった伊豆諸島が1878年2月に東京府に移管され、現在に至っている。
1889年（明治22年）2月には東海道本線が開業し、天竜川と木曽三川の間の地域は、綿織物工業の中心地となった。
明治時代以降、名古屋市を中心とする中京地方で製糸･紡績業などが盛んになり、昭和に入ると鉄鋼・機械工業などが集積して「中京工業地帯」が形成される。そのため戦前･戦時中にかけては軍需産業の重要拠点となるが、戦後になると自動車産業を主とした機械工業へと転換を遂げ、日本最大の工業集積地帯となる。また第二次世界大戦後の高度経済成長期には、静岡県地域にも「東海工業地域」が形成されるようになる。

近年では、各務原市の航空宇宙産業などの新たなる分野の産業も発達した地域となっている。

越県合併で福井県大野郡石徹白村と長野県木曽郡山口村の村域がそれぞれ岐阜県郡上市・中津川市へ加わったため、埋立地を除いた区域の面積が昭和戦前期より若干増加した。

## 経済と交通問題

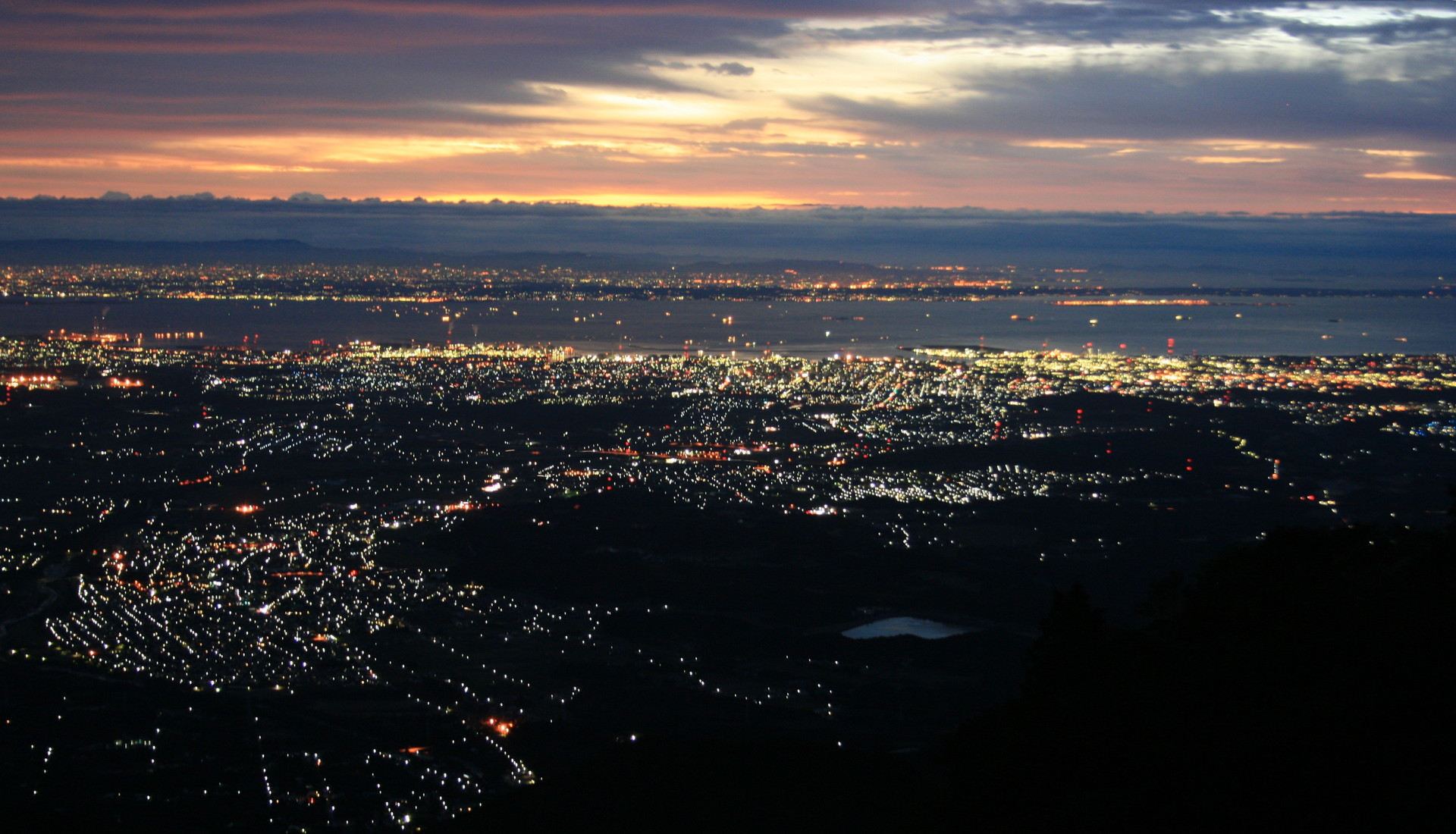
夜明け前の伊勢湾岸の夜景

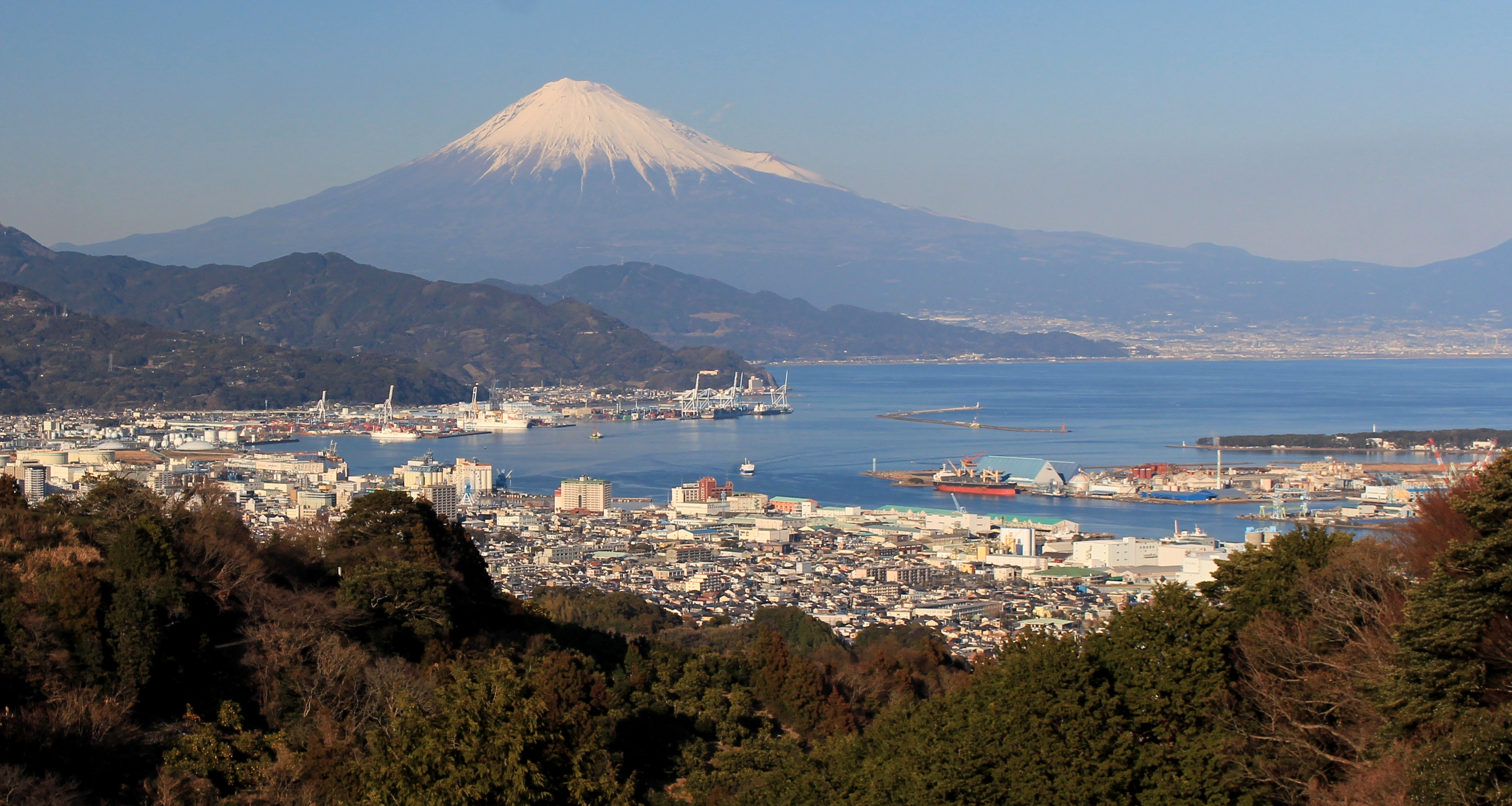
日本平から望む静岡市清水区にある清水港と富士山

太平洋ベルト上に位置しており、日本を代表する工業地帯が形成されている。このうち、愛知県及び三重県北部を中京工業地帯、静岡県の主に臨海部一帯を東海工業地域と呼ぶ。
2007年（平成19年）度の東海地方（4県）の県内総生産の合計は69兆6929億円である。日本のGDPの約13%を占めており、世界の国のGDPと比較しても、20番以内に入る経済体である。サウジアラビアやアルゼンチンなど一部のG20加盟国の国より経済規模が大きい。中京圏の中枢である名古屋市を筆頭に、多くの工業都市が連なって産業と人口が集積していることから、首都圏の中枢である東京都区部から近畿圏の中枢である大阪市にかけての都市群を「東海道メガロポリス」ということもある。
自動車産業が地域経済の中心となっており、トヨタ自動車（豊田市）とスズキ（浜松市中央区）の2社はこの地域に本社を構えるほか、デンソーやアイシン（刈谷市）などの自動車関連企業の本社や工場、鈴鹿サーキット（鈴鹿市）や富士スピードウェイ（小山町）などの自動車関連のレジャー施設などが集積している。これらの特徴もあってモータリゼーションが日本で最も発達した地域でもあり、自家用車の保有台数は日本有数の高さである。
その反面、鉄道輸送力は関東、関西に対して劣っているほか、名鉄の一部路線の廃線をはじめとする鉄道・バスの存続問題などが叫ばれている。
また、日本一の自動車保有台数を誇っている愛知県の交通事故死亡者数は、2005年 - 2018年（平成17年 - 30年）まで16年連続ワーストワンである。

## 省庁の出先機関
静岡県は東海ではなく関東に含まれる場合がある。
- 財務省（東海財務局）愛知・岐阜・三重・静岡
- 国税庁（名古屋国税局）愛知・岐阜・三重・静岡
- 総務省（東海総合通信局）愛知・岐阜・三重・静岡
- （名古屋地方気象台）愛知・岐阜・三重・静岡
- 国土交通省（中部地方整備局）愛知・岐阜・三重・静岡
- 国土交通省（中部運輸局）愛知・岐阜・三重・静岡・福井
- （名古屋税関）愛知・岐阜・三重・静岡・長野
- 厚生労働省（東海北陸厚生局）愛知・岐阜・三重・静岡・石川・富山
- 法務省（名古屋法務局）愛知・岐阜・三重・福井・石川・富山（東京法務局）静岡
  - （名古屋出入国在留管理局）愛知・岐阜・三重・静岡・福井・石川・富山
  - （名古屋矯正管区）愛知・岐阜・三重・福井・石川・富山（東京矯正管区）静岡
- 公安調査庁（中部公安調査局）愛知・岐阜・三重・福井・石川・富山（関東公安調査局）静岡
- 管区警察局（中部管区警察局）愛知・岐阜・三重・福井・石川・富山（関東管区警察局）静岡
- 農林水産省（東海農政局）愛知・岐阜・三重（関東農政局）静岡
- 警察庁（中部管区警察局）愛知・岐阜・三重・福井・石川・富山（関東管区警察局）静岡
- 経済産業省（中部経済産業局）愛知・岐阜・三重・石川・富山（関東経済産業局）静岡
- 林野庁（中部森林管理局）愛知・岐阜・三重・長野・富山（関東森林管理局）静岡
- （名古屋高等検察庁）愛知・岐阜・三重・福井・石川・富山（東京高等検察庁）静岡
- （名古屋高等裁判所）愛知・岐阜・三重・福井・石川・富山（東京高等裁判所）静岡
- 環境省（中部地方環境事務所）愛知・岐阜・福井・石川・富山、三重の一部・長野の一部・新潟の一部・群馬の一部（関東地方環境事務所）静岡

## 地方名称の使用例
東海地方（東海4県）が国政選挙、スポーツ競技の地方予選大会などで、地方（地域）区分や名称として使用される具体例として次のようなものがある。
- 国民体育大会 東海ブロック大会
- 高野連春季・秋季東海大会
  - センバツ高校野球の出場枠の東海ブロック
- 高体連加盟競技の東海大会
- 中総体開催競技の東海大会
- サッカー地域リーグの東海社会人サッカーリーグ、東海クラブユースサッカー連盟
- 衆議院議員総選挙比例東海ブロック（参考）

## 人口
| ISO 3166-2 | 都道府県名 | 順位 | 人口       | 割合   |
| ---------- | ---------- | ---- | ---------- | ------ |
| JP-23      | 愛知県     | 4    | 7,161,891  | 5.60%  |
| JP-21      | 岐阜県     | 17   | 2,115,336  | 1.70%  |
| JP-24      | 三重県     | 22   | 1,864,185  | 1.50%  |
| JP-22      | 静岡県     | 10   | 3,792,982  | 3.00%  |
| 合計       | 合計       | 合計 | 14,934,394 | 11.80% |

- 順位・人口・割合は2003年10月1日のデータによる。

### 年齢構成
次のグラフは愛知県・岐阜県・三重県・静岡県の人口を合計した。
年齢5歳階級別人口

2003年10月1日現在推計人口

総計 [単位 千人]
| 年齢     | 人口 |
| -------- | ---- |
| 0 - 4歳  | 729  |
| 5 - 9    | 742  |
| 10 - 14  | 729  |
| 15 - 19  | 814  |
| 20 - 24  | 897  |
| 25 - 29  | 1070 |
| 30 - 34  | 1177 |
| 35 - 39  | 1015 |
| 40 - 44  | 924  |
| 45 - 49  | 905  |
| 50 - 54  | 1150 |
| 55 - 59  | 1091 |
| 60 - 64  | 987  |
| 65 - 69  | 848  |
| 70 - 74  | 705  |
| 75 - 79  | 538  |
| 80歳以上 | 601  |

年齢5歳階級別人口

2003年10月1日現在推計人口

男女別 [単位 千人]
| 男  | 年齢     | 女  |
| --- | -------- | --- |
| 375 | 0 - 4歳  | 354 |
| 380 | 5 - 9    | 362 |
| 374 | 10 - 14  | 355 |
| 418 | 15 - 19  | 396 |
| 463 | 20 - 24  | 434 |
| 546 | 25 - 29  | 524 |
| 601 | 30 - 34  | 576 |
| 520 | 35 - 39  | 495 |
| 469 | 40 - 44  | 455 |
| 457 | 45 - 49  | 448 |
| 576 | 50 - 54  | 574 |
| 545 | 55 - 59  | 546 |
| 489 | 60 - 64  | 498 |
| 410 | 65 - 69  | 438 |
| 328 | 70 - 74  | 377 |
| 232 | 75 - 79  | 306 |
| 189 | 80歳以上 | 412 |

- データ出典：第10表/都道府県、 年齢（5歳階級）、 男女別人口-総人口
（総務省統計局）

### 主要都市

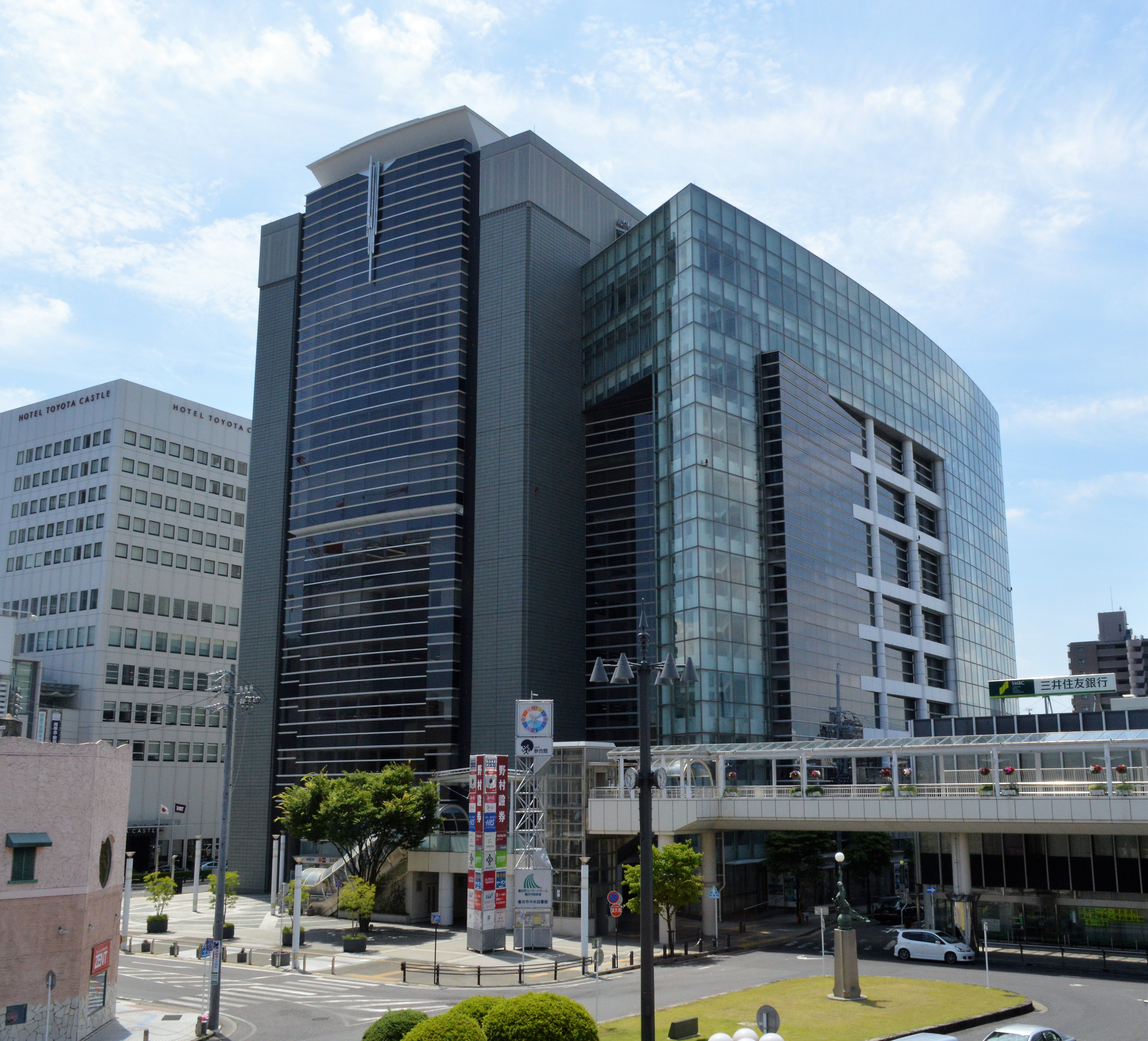
豊田市
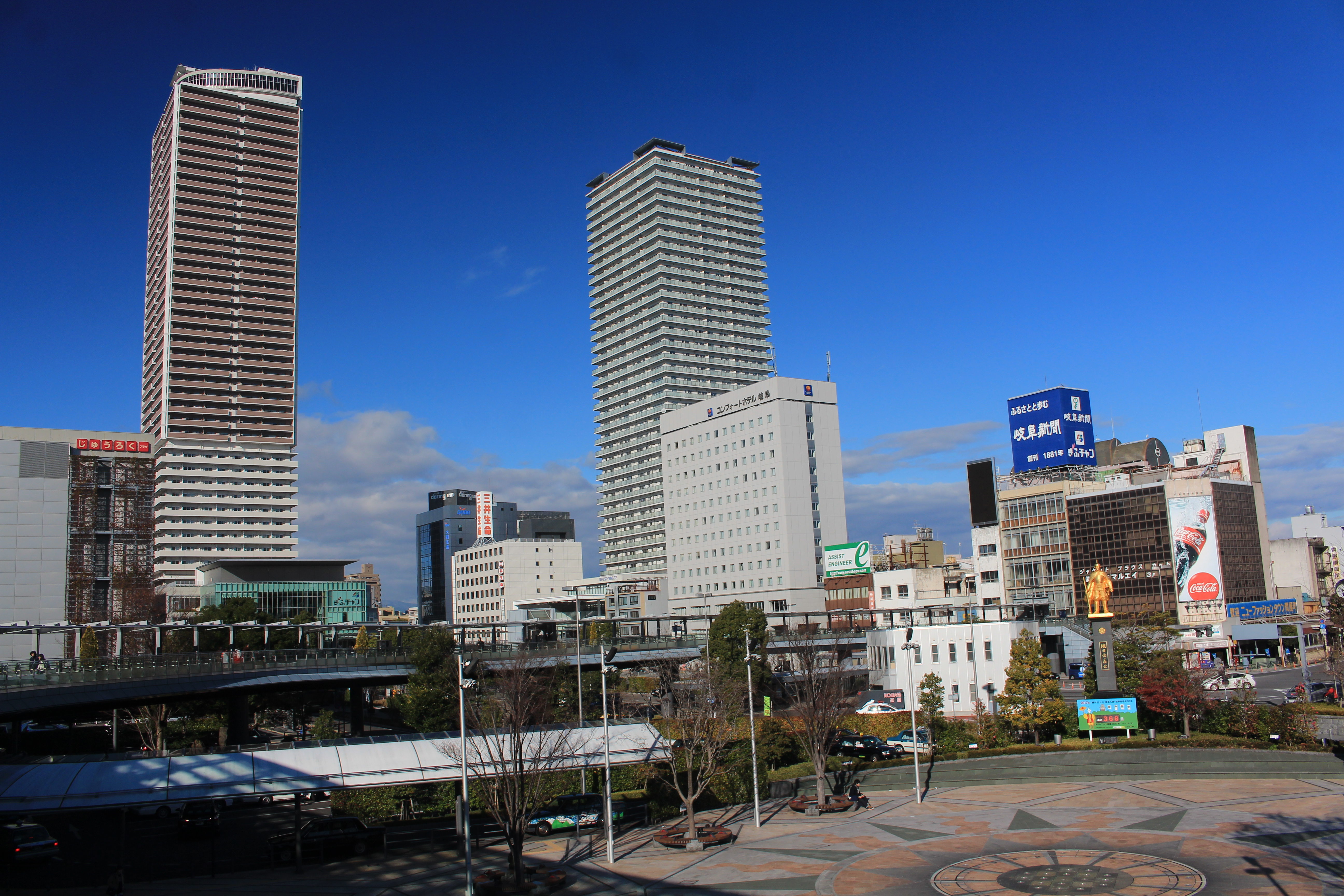
岐阜市
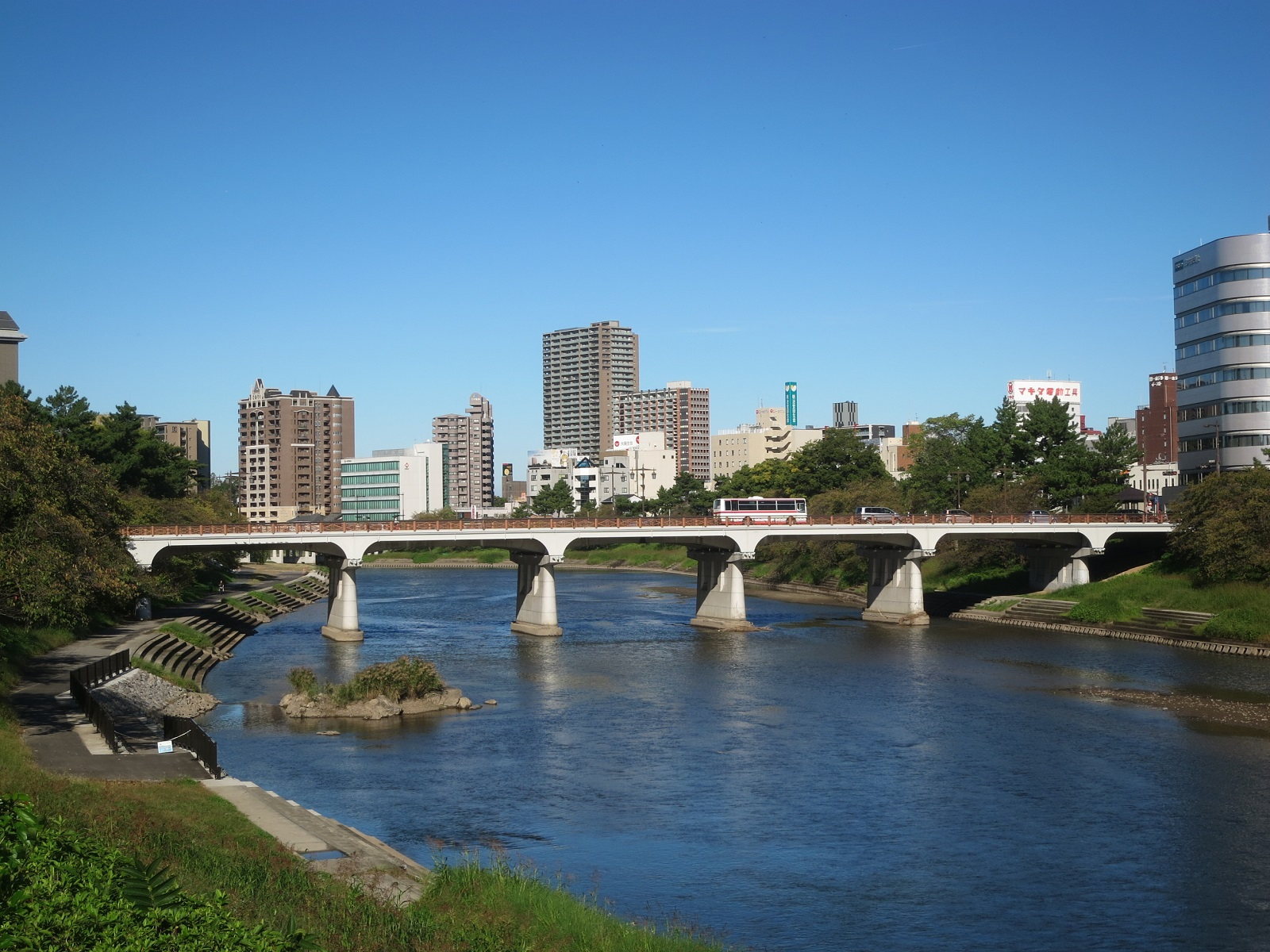
岡崎市
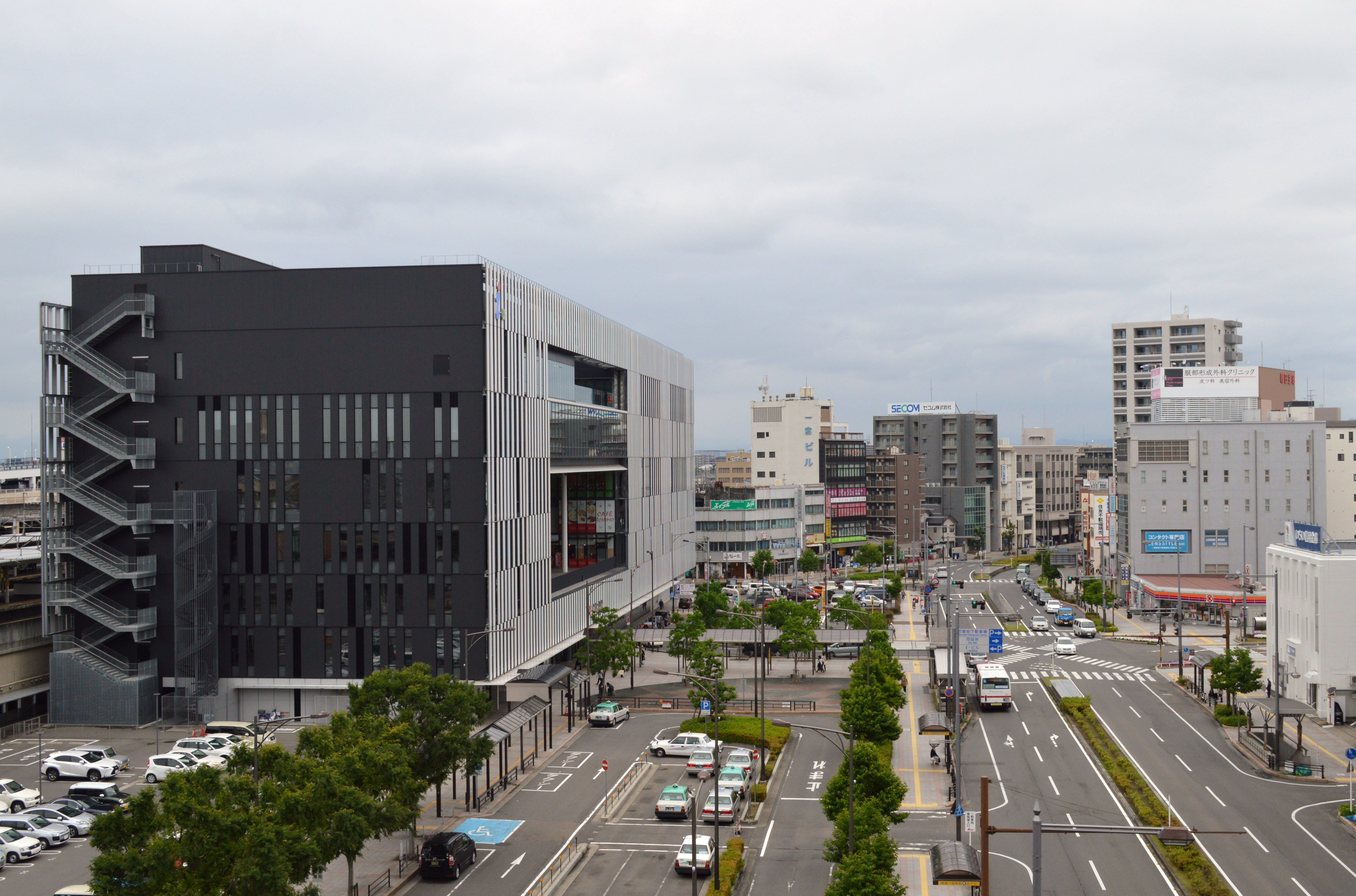
一宮市
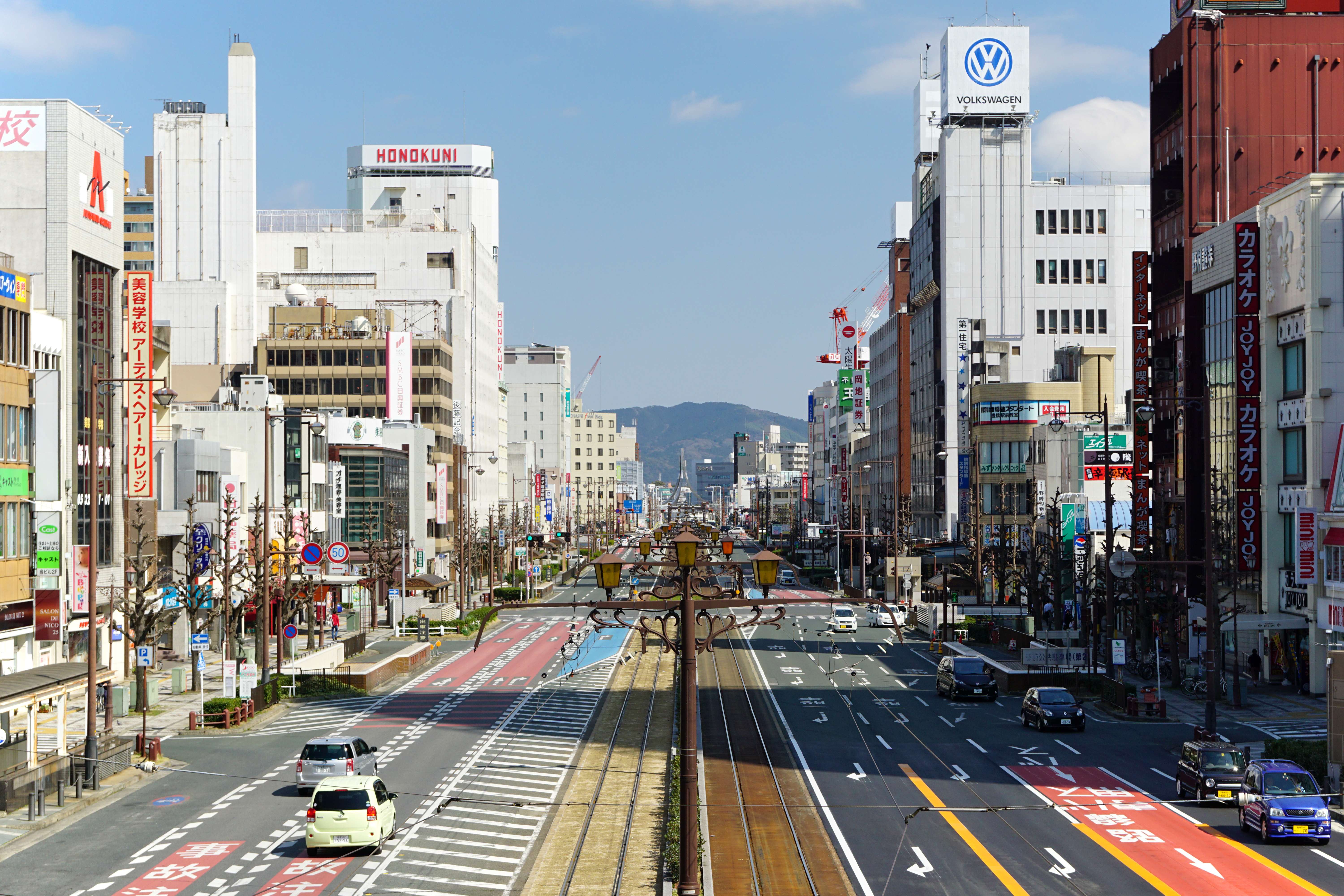
豊橋市

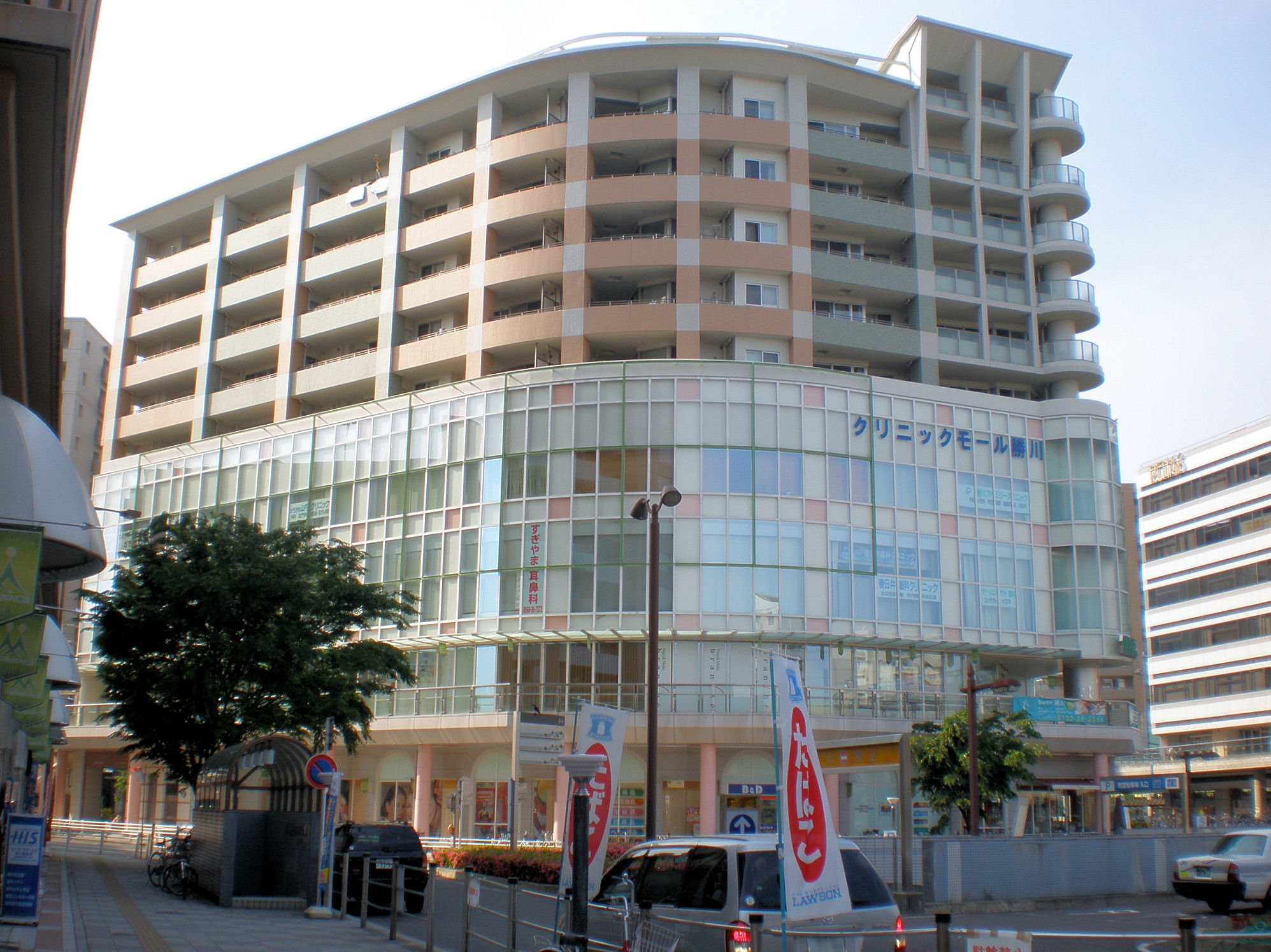
春日井市
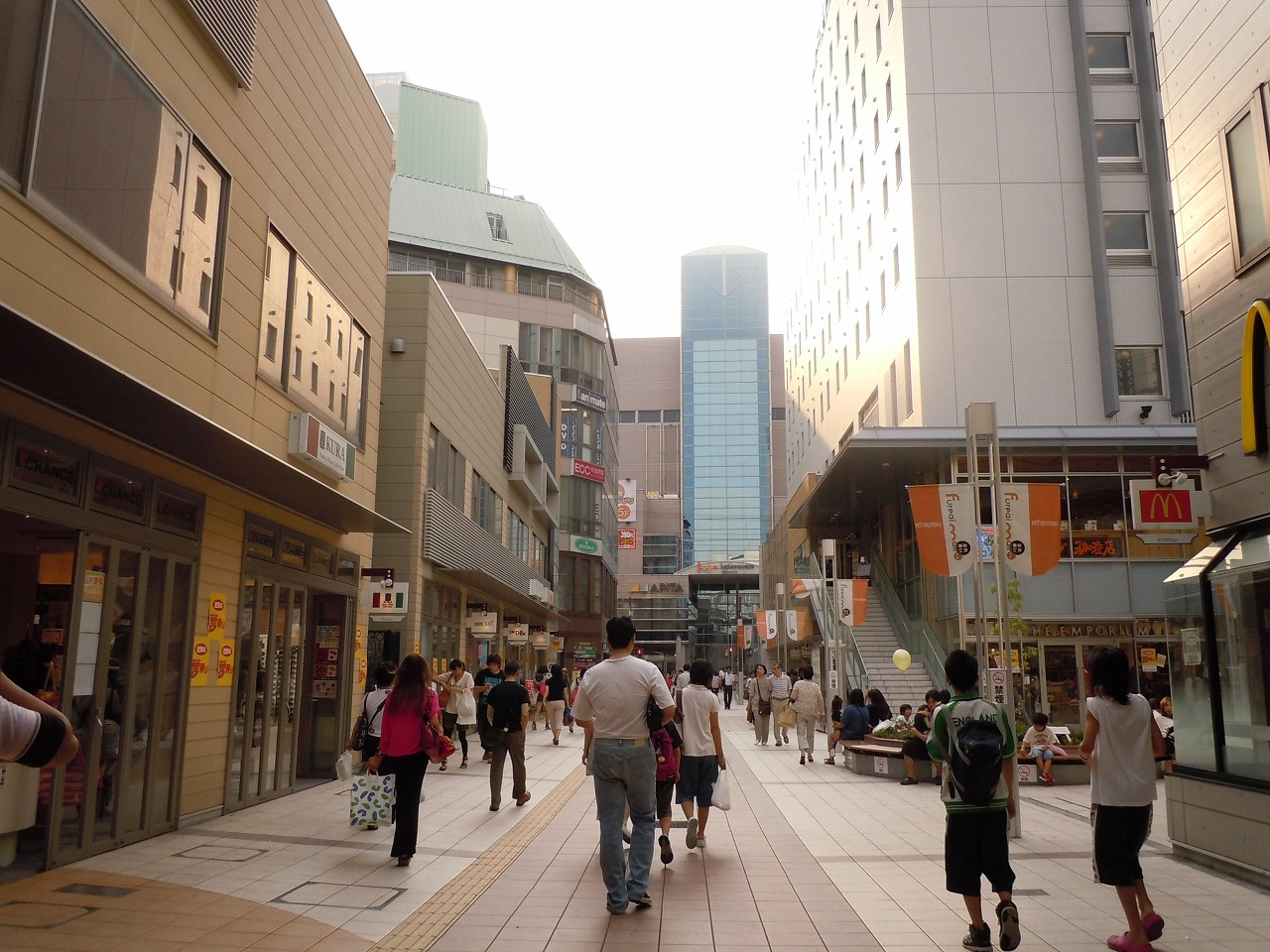
四日市市
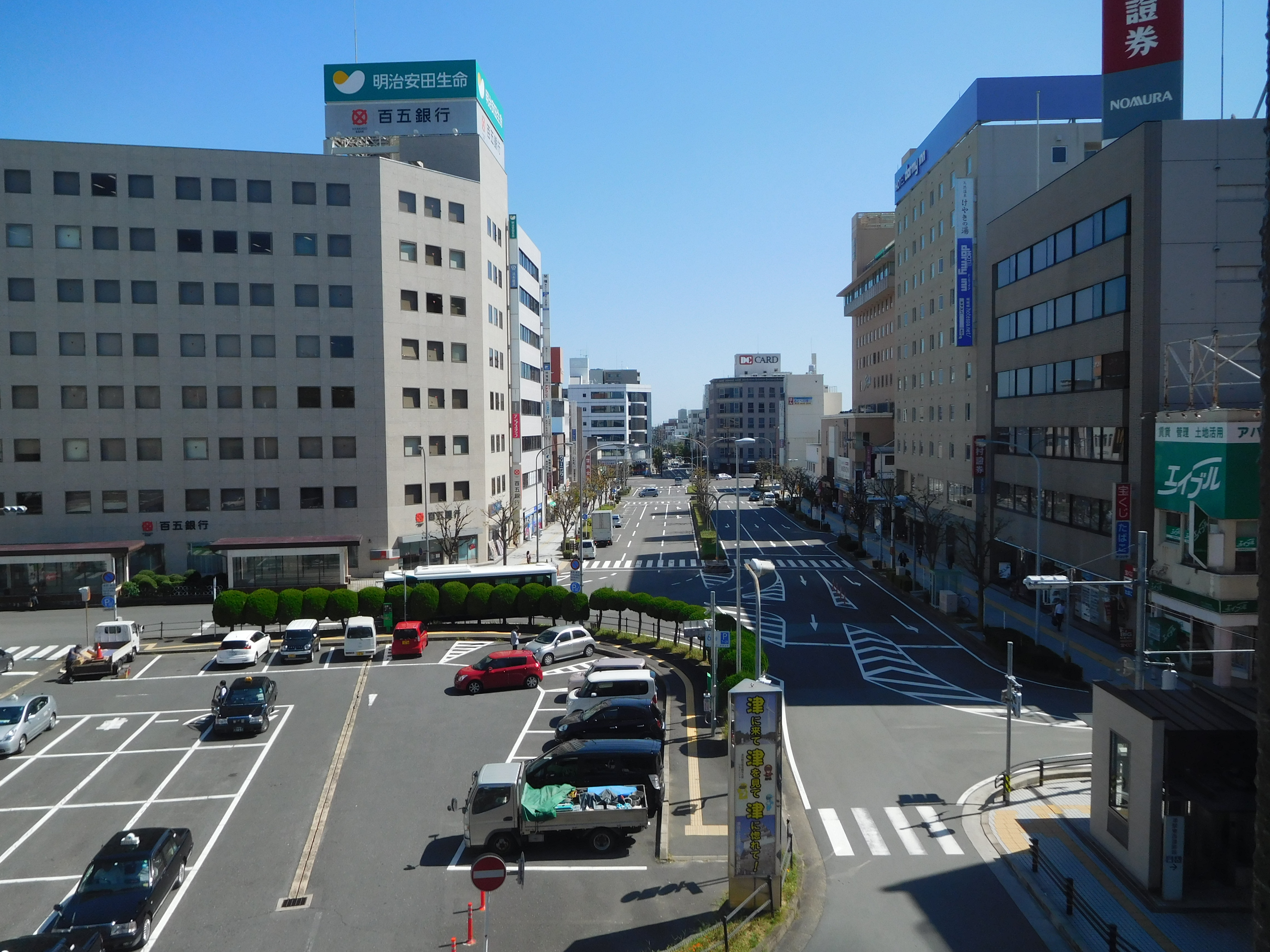
津市
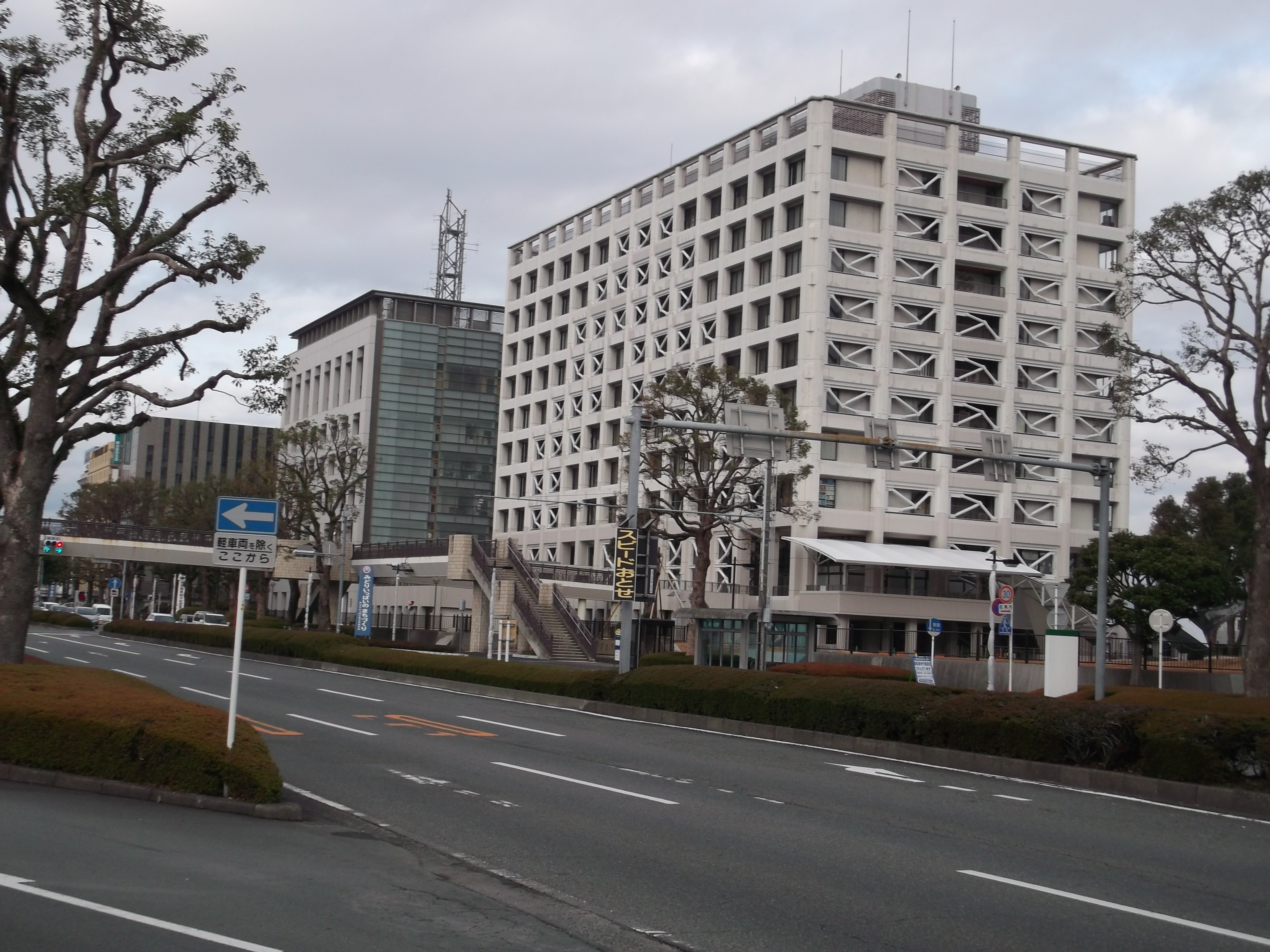
富士市
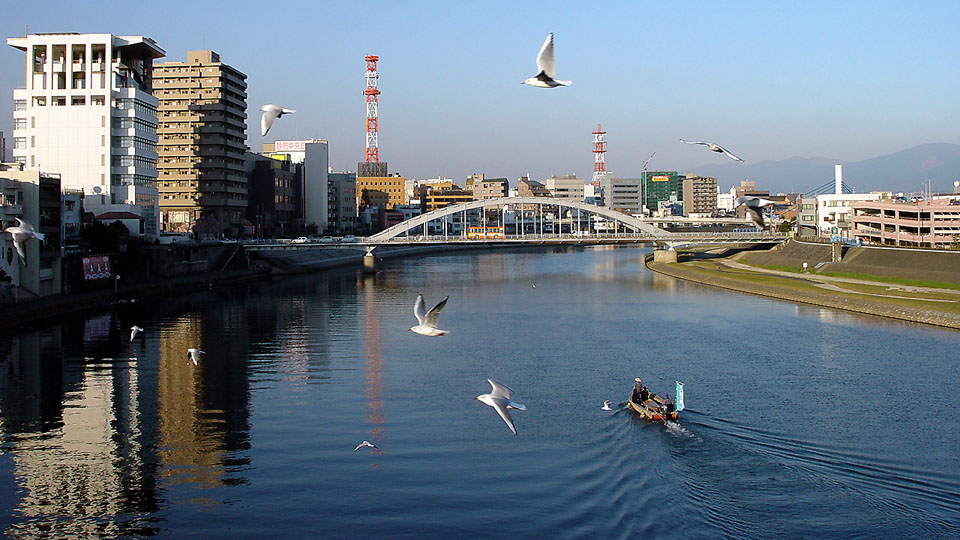
沼津市

東海四県（静岡県、愛知県、三重県、岐阜県）の主要都市を掲載する。
政令指定都市
- 名古屋市（2,335,964人）
- 浜松市（770,366人）
- 静岡市（668,323人）

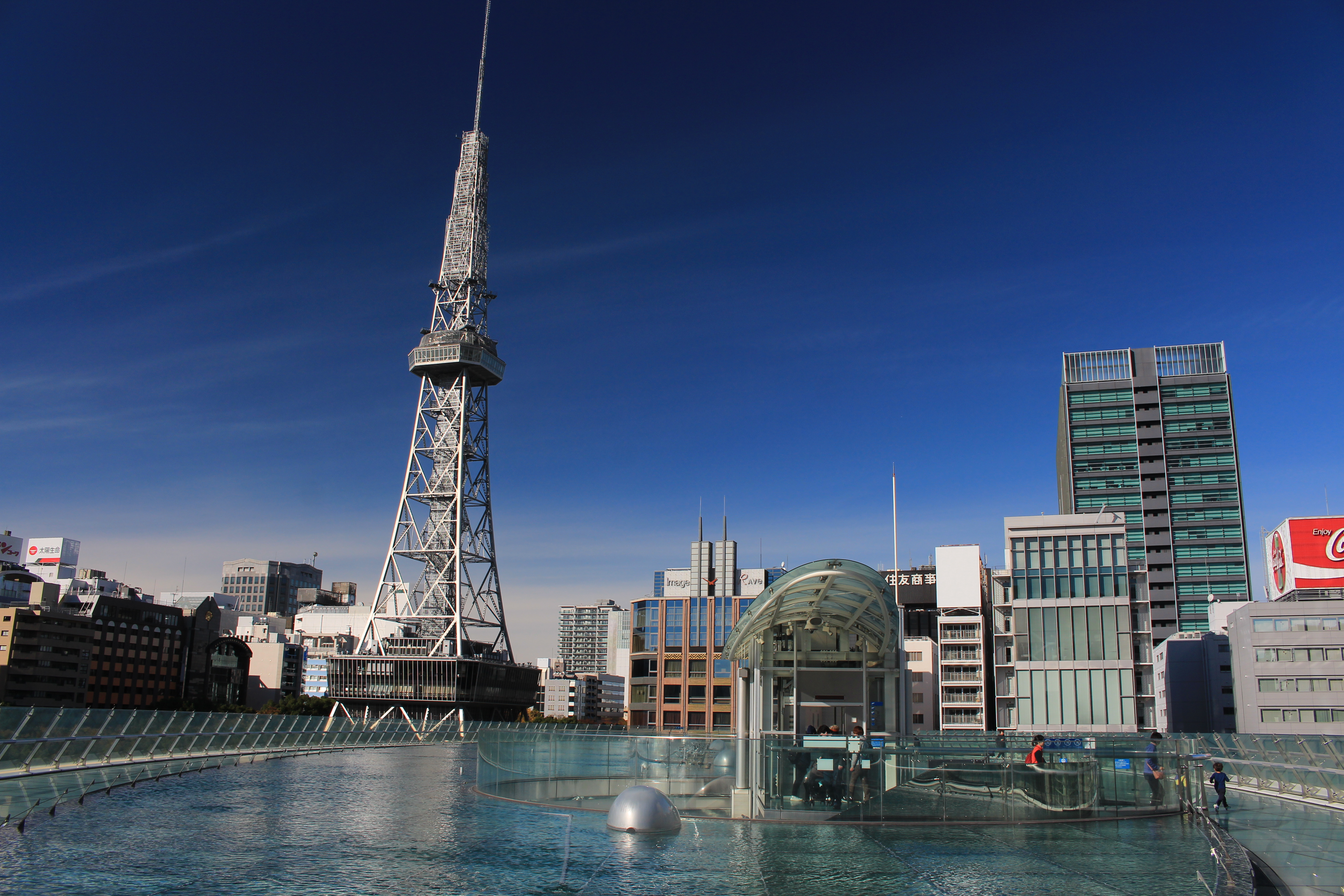
名古屋市
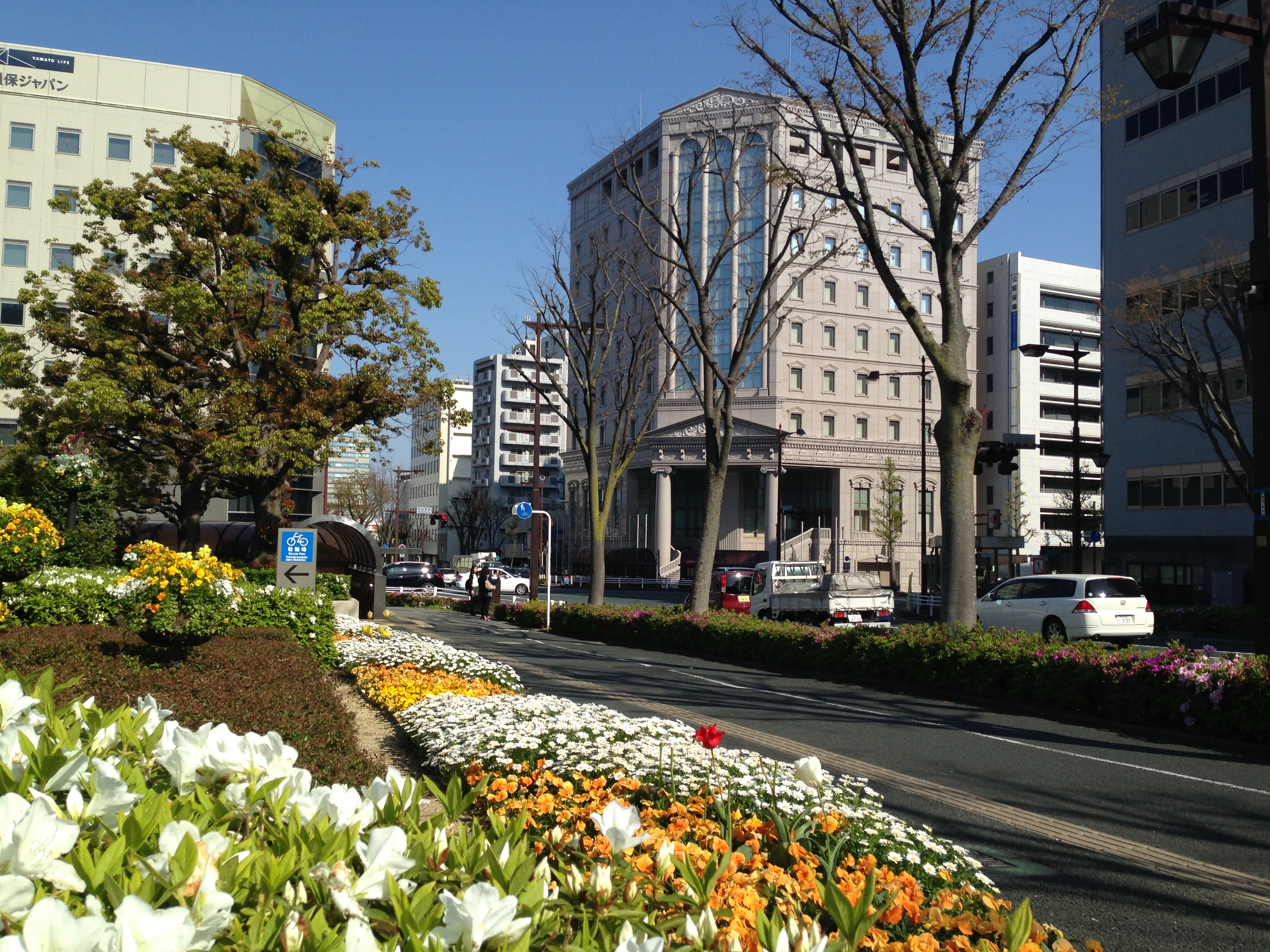
浜松市
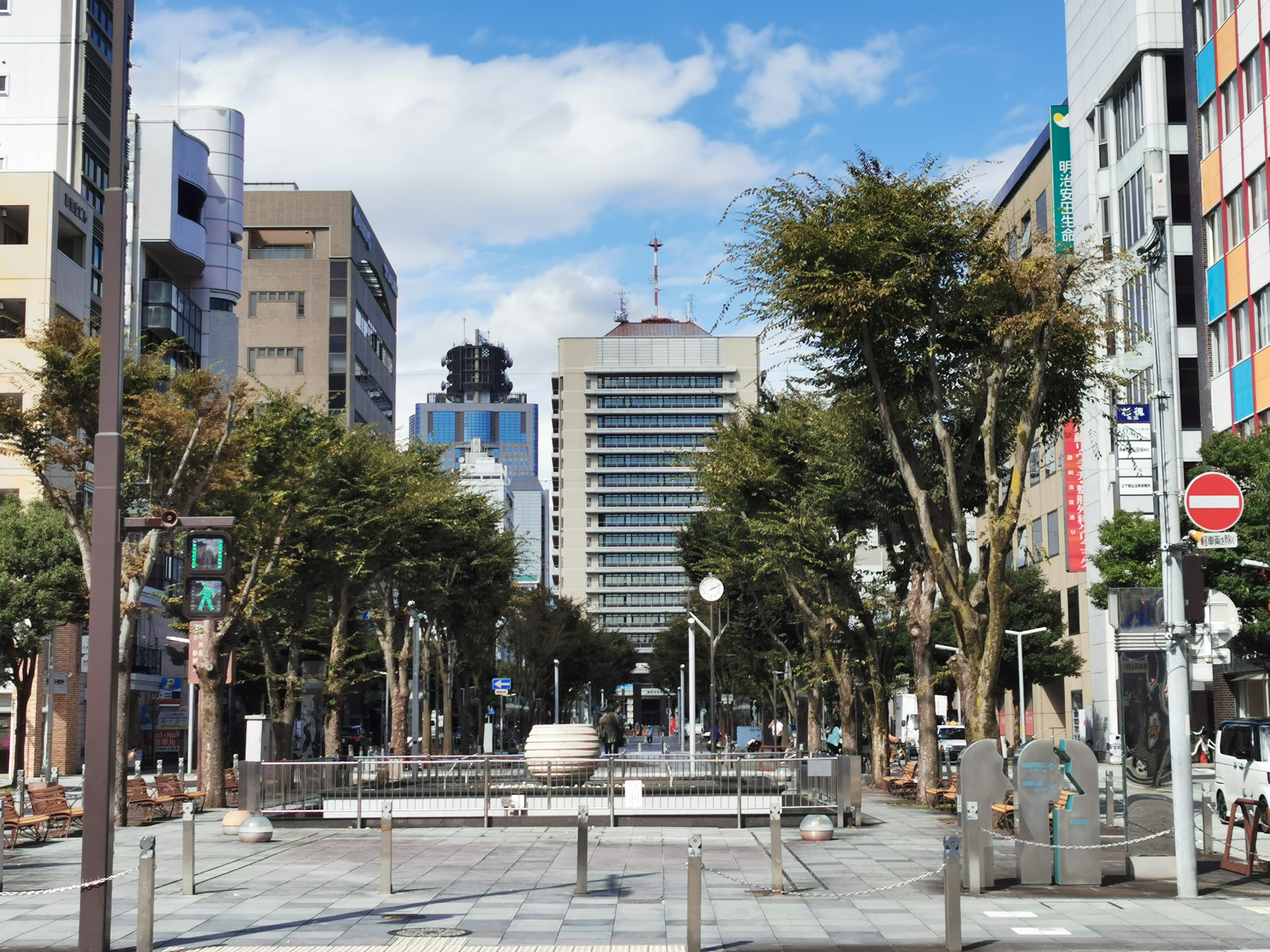
静岡市

中核市
- 豊田市（414,261人）
- 岐阜市（392,550人）
- 岡崎市（379,685人）
- 一宮市（371,113人）
- 豊橋市（360,752人）

- 豊田市
- 岐阜市
- 岡崎市
- 一宮市
- 豊橋市

施行時特例市、県都
- 春日井市（302,912人）
- 四日市市（299,262人）
- 津市（264,957人）
- 富士市（238,369人）
- 沼津市（180,203人）

- 春日井市
- 四日市市
- 津市
- 富士市
- 沼津市

## 教育

### 国立大学
愛知県
| 大学名           | 画像 | 所在地               | 備考             |
| ---------------- | ---- | -------------------- | ---------------- |
| 愛知教育大学     |      | 愛知県刈谷市         | 刈谷キャンパス   |
| 豊橋技術科学大学 |      | 愛知県豊橋市         | 豊橋キャンパス   |
| 名古屋大学       |      | 愛知県名古屋市千種区 | 東山キャンパス   |
| 名古屋工業大学   |      | 愛知県名古屋市昭和区 | 御器所キャンパス |

静岡県
| 大学名       | 画像 | 所在地             | 備考           |
| ------------ | ---- | ------------------ | -------------- |
| 静岡大学     |      | 静岡県静岡市駿河区 | 静岡キャンパス |
| 浜松医科大学 |      | 静岡県浜松市中央区 | 浜松キャンパス |

岐阜県
| 大学名   | 画像 | 所在地       | 備考           |
| -------- | ---- | ------------ | -------------- |
| 岐阜大学 |      | 岐阜県岐阜市 | 柳戸キャンパス |

三重県
| 大学名   | 画像 | 本部所在地 | 備考           |
| -------- | ---- | ---------- | -------------- |
| 三重大学 |      | 三重県津市 | 上浜キャンパス |

### 公立大学
愛知県
| 大学名           | 画像 | 本部所在地           | 備考                                                                              |
| ---------------- | ---- | -------------------- | --------------------------------------------------------------------------------- |
| 愛知県立大学     |      | 愛知県長久手市       | 長久手キャンパス 守山キャンパス ウィンクあいちサテライトキャンパス                |
| 愛知県立看護大学 |      | 愛知県名古屋市守山区 | 守山キャンパス 名駅サテライト                                                     |
| 愛知県立芸術大学 |      | 愛知県長久手市       | 長久手キャンパス 豊田市藤沢アートハウス 栄サテライトギャラリー                    |
| 名古屋市立大学   |      | 愛知県名古屋市瑞穂区 | 桜山（川澄）キャンパス 田辺通キャンパス 滝子（山の畑）キャンパス 北千種キャンパス |

静岡県
| 大学名           | 画像 | 本部所在地         | 備考                          |
| ---------------- | ---- | ------------------ | ----------------------------- |
| 静岡県立大学     |      | 静岡県静岡市駿河区 | 谷田キャンパス 小鹿キャンパス |
| 静岡文化芸術大学 |      | 静岡県浜松市中央区 | 浜松キャンパス                |

岐阜県
| 大学名                 | 画像 | 本部所在地   | 備考                            |
| ---------------------- | ---- | ------------ | ------------------------------- |
| 岐阜県立看護大学       |      | 岐阜県羽島市 | 羽島キャンパス                  |
| 岐阜薬科大学           |      | 岐阜県岐阜市 | 岐阜キャンパス 三田洞キャンパス |
| 情報科学芸術大学院大学 |      | 岐阜県大垣市 | 大垣キャンパス                  |

三重県
| 大学名           | 画像 | 本部所在地 | 備考             |
| ---------------- | ---- | ---------- | ---------------- |
| 三重県立看護大学 |      | 三重県津市 | 夢が丘キャンパス |

### 私立大学
愛知県
| 大学名                 | 画像 | 本部所在地           | 備考                                                                        |
| ---------------------- | ---- | -------------------- | --------------------------------------------------------------------------- |
| 愛知大学               |      | 愛知県名古屋市東区   | 豊橋キャンパス 名古屋キャンパス 車道キャンパス                              |
| 愛知医科大学           |      | 愛知県長久手市       | 長久手キャンパス 名古屋メディカルクリニック                                 |
| 愛知学院大学           |      | 愛知県日進市         | 日進キャンパス 楠元キャンパス 末盛キャンパス 名城公園キャンパス             |
| 愛知学泉大学           |      | 愛知県岡崎市         | 岡崎キャンパス 豊田キャンパス                                               |
| 愛知工科大学           |      | 愛知県蒲郡市         | 蒲郡キャンパス                                                              |
| 愛知工業大学           |      | 愛知県豊田市         | 八草キャンパス 本山キャンパス 自由ヶ丘キャンパス                            |
| 愛知産業大学           |      | 愛知県岡崎市         | 原山キャンパス                                                              |
| 愛知淑徳大学           |      | 愛知県長久手市       | 長久手キャンパス 星が丘キャンパス                                           |
| 愛知新城大谷大学       |      | 愛知県新城市         | 2013年閉学                                                                  |
| 愛知東邦大学           |      | 愛知県名古屋市名東区 | 名古屋キャンパス                                                            |
| 愛知文教大学           |      | 愛知県小牧市         | 小牧キャンパス                                                              |
| 愛知みずほ大学         |      | 愛知県名古屋市瑞穂区 | 名古屋キャンパス                                                            |
| 一宮研伸大学           |      | 愛知県一宮市         | 一宮キャンパス                                                              |
| 桜花学園大学           |      | 愛知県豊明市         | 名古屋キャンパス                                                            |
| 岡崎女子大学           |      | 愛知県岡崎市         | 岡崎キャンパス                                                              |
| 金城学院大学           |      | 愛知県名古屋市守山区 | 大森キャンパス                                                              |
| 至学館大学             |      | 愛知県大府市         | 大府キャンパス                                                              |
| 修文大学               |      | 愛知県一宮市         | 一宮キャンパス                                                              |
| 椙山女学園大学         |      | 愛知県名古屋市千種区 | 星が丘キャンパス 日進キャンパス                                             |
| 星城大学               |      | 愛知県東海市         | 東海キャンパス 名古屋リハビリテーション学院                                 |
| 大同大学               |      | 愛知県名古屋市南区   | 滝春学舎 白水学舎                                                           |
| 中京大学               |      | 愛知県名古屋市昭和区 | 名古屋キャンパス 豊田キャンパス                                             |
| 中部大学               |      | 愛知県春日井市       | 春日井キャンパス 名古屋キャンパス 恵那キャンパス                            |
| 東海学園大学           |      | 愛知県みよし市       | 三好キャンパス 名古屋キャンパス                                             |
| 同朋大学               |      | 愛知県名古屋市中村区 | 名古屋キャンパス                                                            |
| 豊田工業大学           |      | 愛知県名古屋市天白区 | 名古屋キャンパス シカゴ校                                                   |
| 豊橋創造大学           |      | 愛知県豊橋市         | 豊橋キャンパス                                                              |
| 名古屋音楽大学         |      | 愛知県名古屋市中村区 | 名古屋キャンパス                                                            |
| 名古屋外国語大学       |      | 愛知県日進市         | 日進キャンパス                                                              |
| 名古屋学院大学         |      | 愛知県名古屋市熱田区 | 名古屋キャンパス 瀬戸キャンパス                                             |
| 名古屋学芸大学         |      | 愛知県日進市         | 日進キャンパス                                                              |
| 名古屋経済大学         |      | 愛知県犬山市         | 犬山キャンパス 名駅サテライトキャンパス                                     |
| 名古屋芸術大学         |      | 愛知県北名古屋市     | 東（師勝）キャンパス 西（徳重）キャンパス                                   |
| 名古屋産業大学         |      | 愛知県尾張旭市       | 尾張旭キャンパス 大曽根サテライトキャンパス                                 |
| 名古屋商科大学         |      | 愛知県日進市         | 日進キャンパス 名古屋キャンパス 東京丸の内キャンパス 大阪うめきたキャンパス |
| 名古屋女子大学         |      | 愛知県名古屋市瑞穂区 | 汐路学舎                                                                    |
| 名古屋造形大学         |      | 愛知県小牧市         | 小牧キャンパス                                                              |
| 名古屋文理大学         |      | 愛知県稲沢市         | 稲沢キャンパス 名古屋キャンパス                                             |
| 南山大学               |      | 愛知県名古屋市昭和区 | 名古屋キャンパス 瀬戸キャンパス 伊勢海浜センター                            |
| 日本赤十字豊田看護大学 |      | 愛知県豊田市         | 豊田キャンパス                                                              |
| 日本福祉大学           |      | 愛知県知多郡美浜町   | 美浜キャンパス 半田キャンパス 名古屋キャンパス 東海キャンパス               |
| 人間環境大学           |      | 愛知県岡崎市         | 岡崎キャンパス 大府キャンパス                                               |
| 藤田医科大学           |      | 愛知県豊明市         | 豊明キャンパス ばんたね病院 七栗記念病院                                    |
| 名城大学               |      | 愛知県名古屋市天白区 | 天白キャンパス 八事キャンパス ナゴヤドーム前キャンパス                      |

静岡県
| 大学名                 | 画像 | 本部所在地         | 備考                                                    |
| ---------------------- | ---- | ------------------ | ------------------------------------------------------- |
| 国際医療福祉大学       |      | 栃木県大田原市     | 熱海キャンパス                                          |
| 静岡英和学院大学       |      | 静岡県静岡市駿河区 | 静岡キャンパス                                          |
| 静岡産業大学           |      | 静岡県磐田市       | 磐田キャンパス 藤枝キャンパス                           |
| 静岡福祉大学           |      | 静岡県焼津市       | 焼津キャンパス                                          |
| 静岡理工科大学         |      | 静岡県袋井市       | 豊沢キャンパス                                          |
| 順天堂大学             |      | 東京都文京区       | 三島キャンパス                                          |
| 聖隷クリストファー大学 |      | 静岡県浜松市中央区 | 浜松キャンパス                                          |
| 常葉大学               |      | 静岡県静岡市葵区   | 静岡瀬名学舎 静岡水落学舎 浜松キャンパス 富士キャンパス |
| 東海大学               |      | 東京都渋谷区       | 清水キャンパス                                          |
| 東京女子医科大学       |      | 東京都新宿区       | 大東キャンパス                                          |
| 日本大学               |      | 東京都千代田区     | 三島キャンパス                                          |
| 浜松大学               |      | 静岡県浜松市浜名区 | 常葉大学浜松キャンパスへと名称変更                      |
| 浜松学院大学           |      | 静岡県浜松市中央区 | 布橋キャンパス 住吉キャンパス                           |
| 光産業創成大学院大学   |      | 静岡県浜松市中央区 | 浜松キャンパス                                          |
| 富士常葉大学           |      | 静岡県富士市       | 常葉大学富士キャンパスへと名称変更                      |
| 法政大学               |      | 東京都千代田区     | 静岡サテライトキャンパス                                |
| 放送大学               |      | 千葉県千葉市美浜区 | 浜松サテライトスペース 三島静岡学習センター             |

岐阜県
| 大学名           | 画像 | 本部所在地     | 備考                            |
| ---------------- | ---- | -------------- | ------------------------------- |
| 朝日大学         |      | 岐阜県瑞穂市   | 穂積キャンパス 朝日大学病院     |
| 岐阜医療科学大学 |      | 岐阜県関市     | 関キャンパス 可児キャンパス     |
| 岐阜経済大学     |      | 岐阜県大垣市   | 大垣キャンパス                  |
| 岐阜聖徳学園大学 |      | 岐阜県岐阜市   | 岐阜キャンパス 羽島キャンパス   |
| 岐阜女子大学     |      | 岐阜県岐阜市   | 岐阜キャンパス                  |
| 中京学院大学     |      | 岐阜県中津川市 | 中津川キャンパス 瑞浪キャンパス |
| 中部大学         |      | 愛知県春日井市 | 恵那キャンパス                  |
| 中部学院大学     |      | 岐阜県関市     | 関キャンパス 各務原キャンパス   |
| 東海学院大学     |      | 岐阜県各務原市 | 各務原キャンパス                |

三重県
| 大学名             | 画像 | 本部所在地     | 備考                            |
| ------------------ | ---- | -------------- | ------------------------------- |
| 皇學館大学         |      | 三重県伊勢市   | 伊勢学舎 名張学舎               |
| 四日市大学         |      | 三重県四日市市 | 四日市キャンパス                |
| 四日市看護医療大学 |      | 三重県四日市市 | 四日市キャンパス                |
| 三重中京大学       |      | 三重県松阪市   | 2013年閉学                      |
| 鈴鹿大学           |      | 三重県鈴鹿市   | 郡山キャンパス                  |
| 鈴鹿医療科学大学   |      | 三重県鈴鹿市   | 千代崎キャンパス 白子キャンパス |

### 国立
岐阜県
- 岐阜工業高等専門学校

静岡県
- 沼津工業高等専門学校

愛知県
- 豊田工業高等専門学校

三重県
- 鳥羽商船高等専門学校
- 鈴鹿工業高等専門学校

## 交通

### 空港
- 旅客数、着陸回数は国土交通省航空局・平成30年空港管理状況調書  (Microsoft Excelの.xls)より
- 全国の空港の乗降客数は「日本の空港#統計情報」を参照。

第一種空港
- 中部国際空港（セントレア・中部空港）

第三種空港
- 静岡空港（富士山静岡空港）

その他公共用飛行場
- 名古屋飛行場（名古屋空港・小牧空港）

公共用ヘリポート
- 静岡ヘリポート（1,776回）

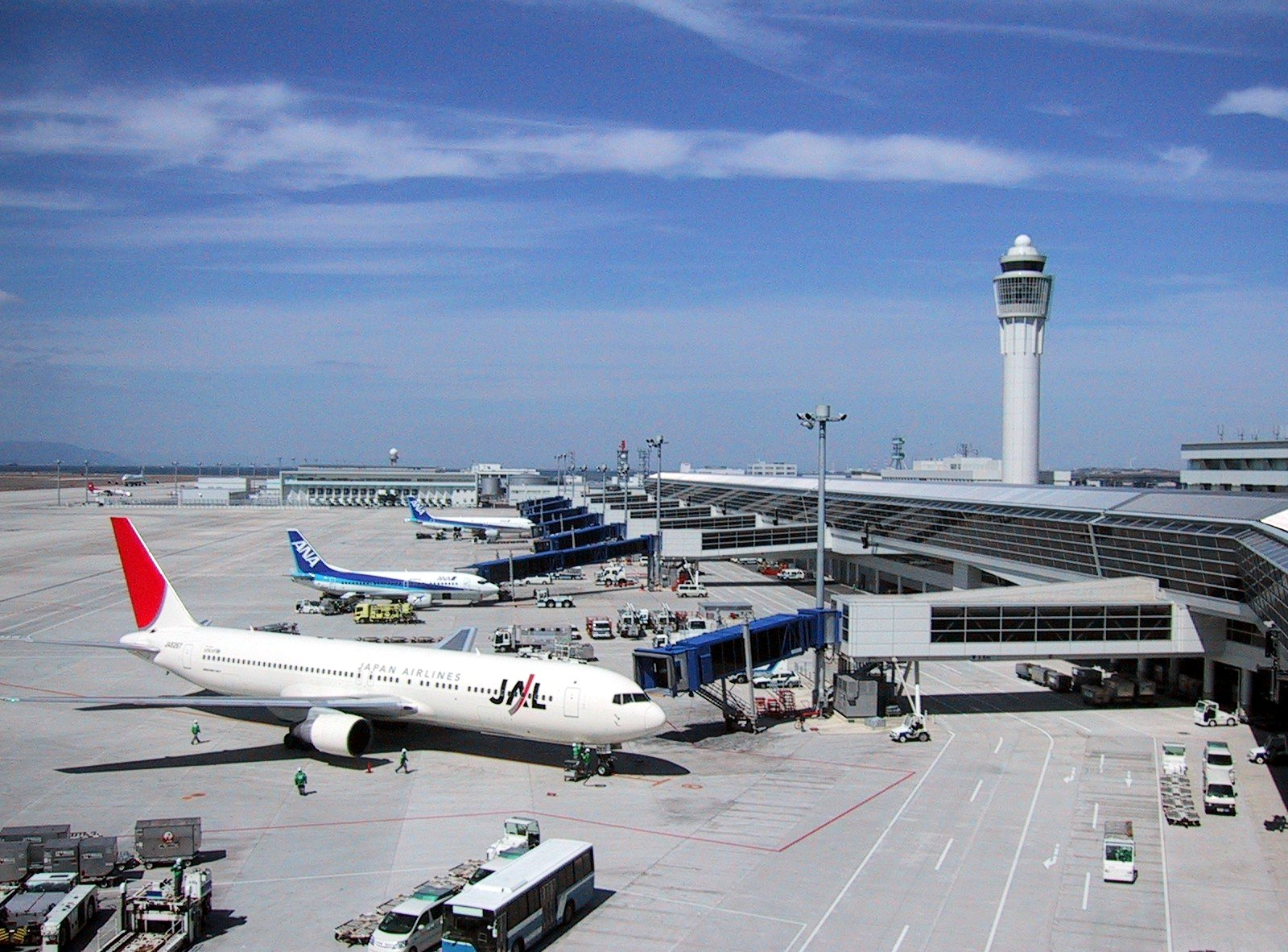
中部国際空港 （セントレア・中部空港）
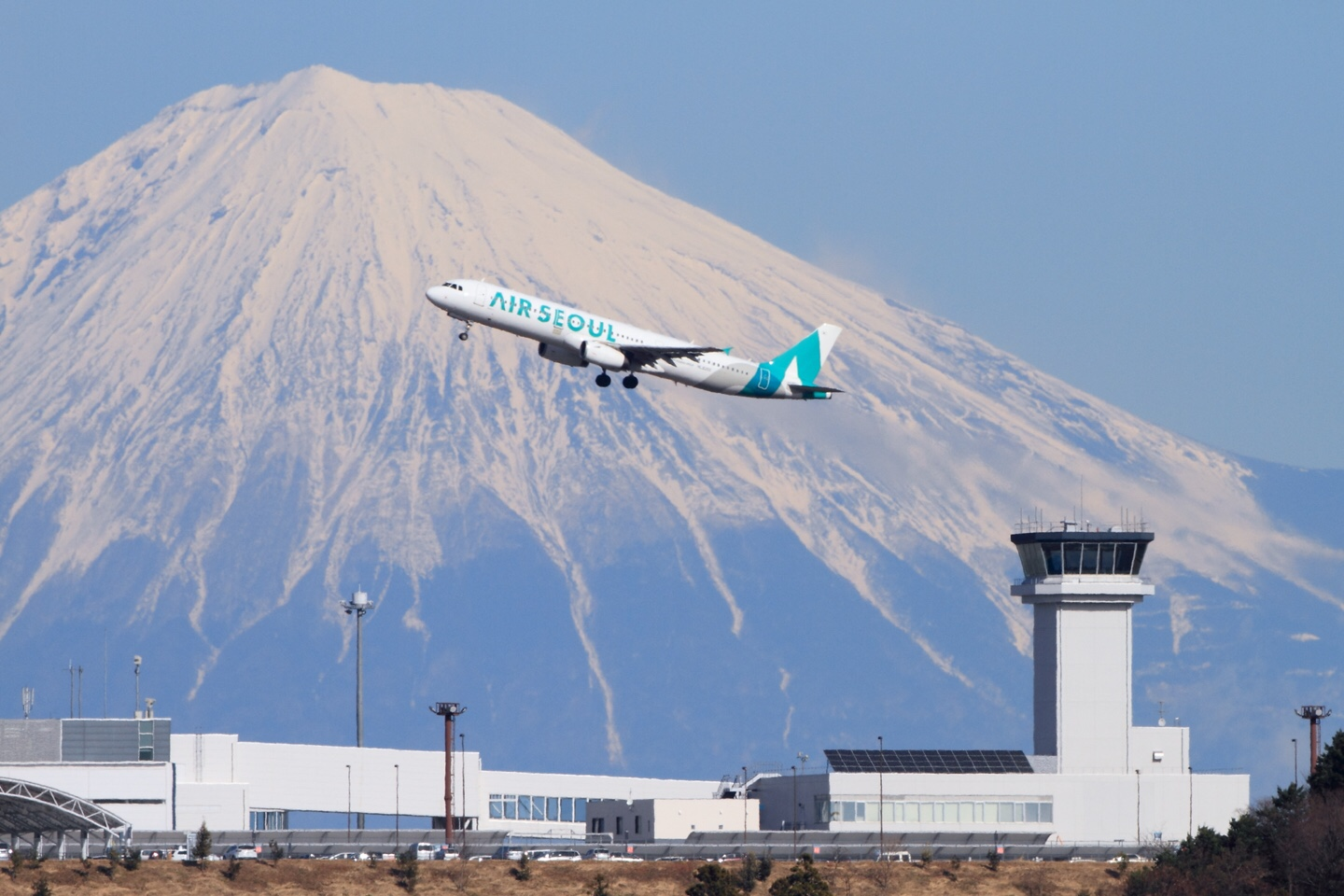
静岡空港 （富士山静岡空港）
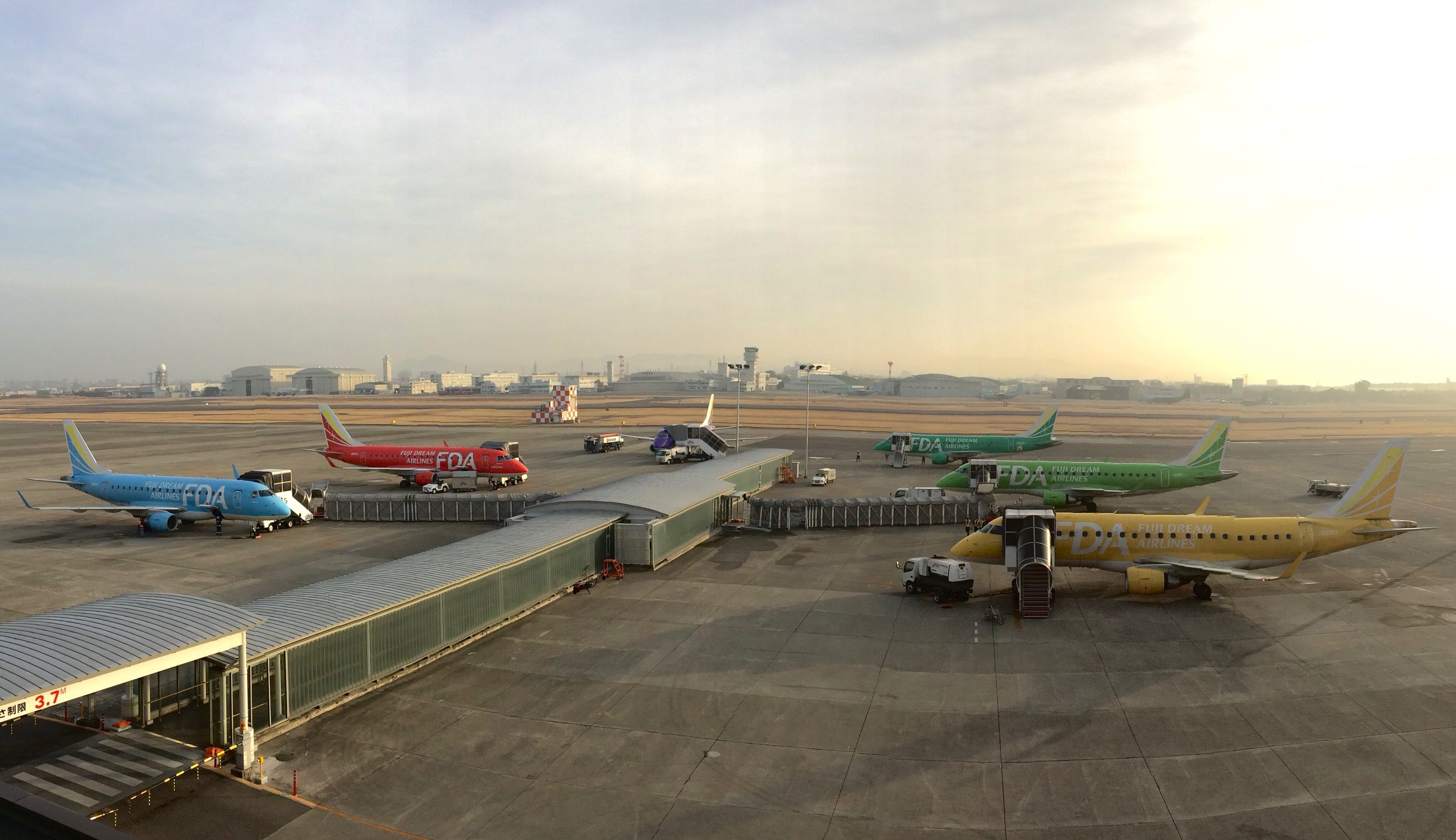
名古屋飛行場 （名古屋空港・小牧空港）

中部と小牧の両空港（飛行場）はIATA公認により、マルチエアポートとしての対応がなされている。

### 鉄道・軌道

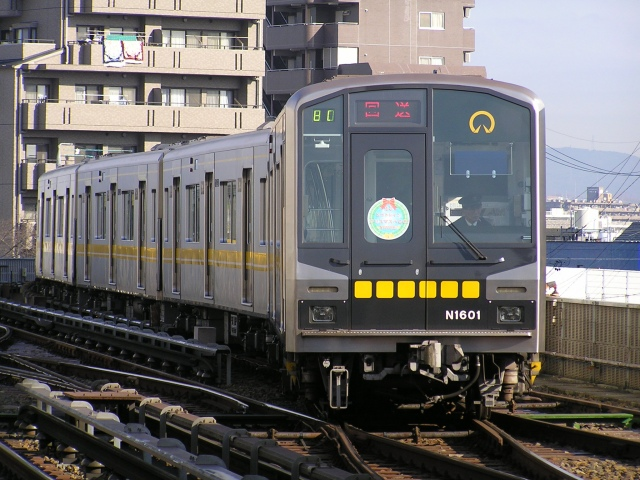
名古屋市交通局

JR
| 東海旅客鉄道（JR東海） 東海道新幹線 CA 東海道本線（熱海駅 - 米原駅間） CB 御殿場線 CC 身延線 CD 飯田線 CE 武豊線 CF 中央本線 CG 高山本線 CI 太多線 CJ 関西本線（亀山駅以東） ■ 紀勢本線 ■ 参宮線 ■ 名松線 | 東日本旅客鉄道（JR東日本） 東海道本線（熱海駅以東） 伊東線 西日本旅客鉄道（JR西日本） 関西本線（亀山駅以西） 草津線（柘植駅） 日本貨物鉄道（JR貨物） ■ 名古屋港線（貨物） ■ 西名古屋港線（貨物） ■ 稲沢線（貨物） |

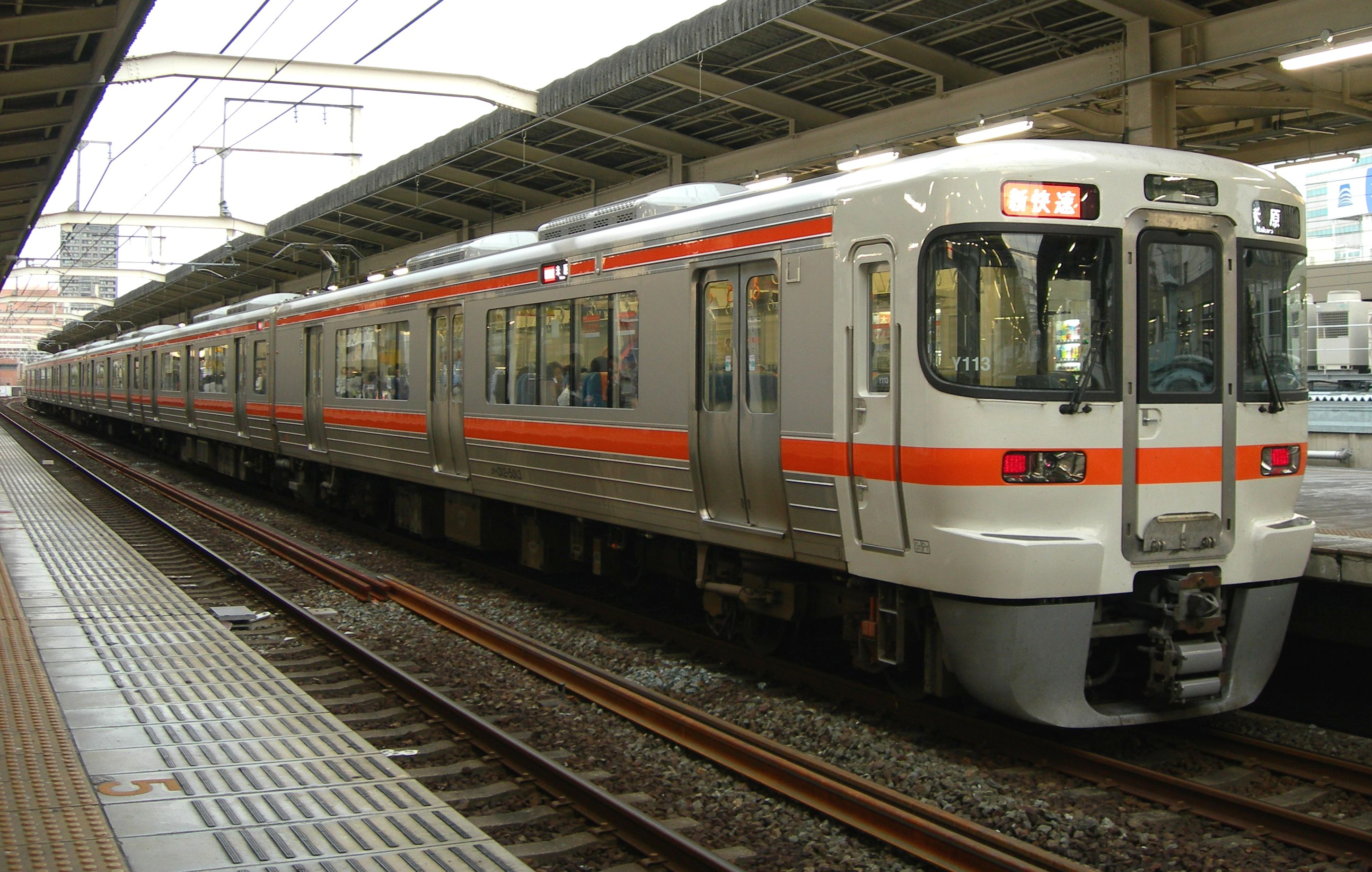
東海旅客鉄道
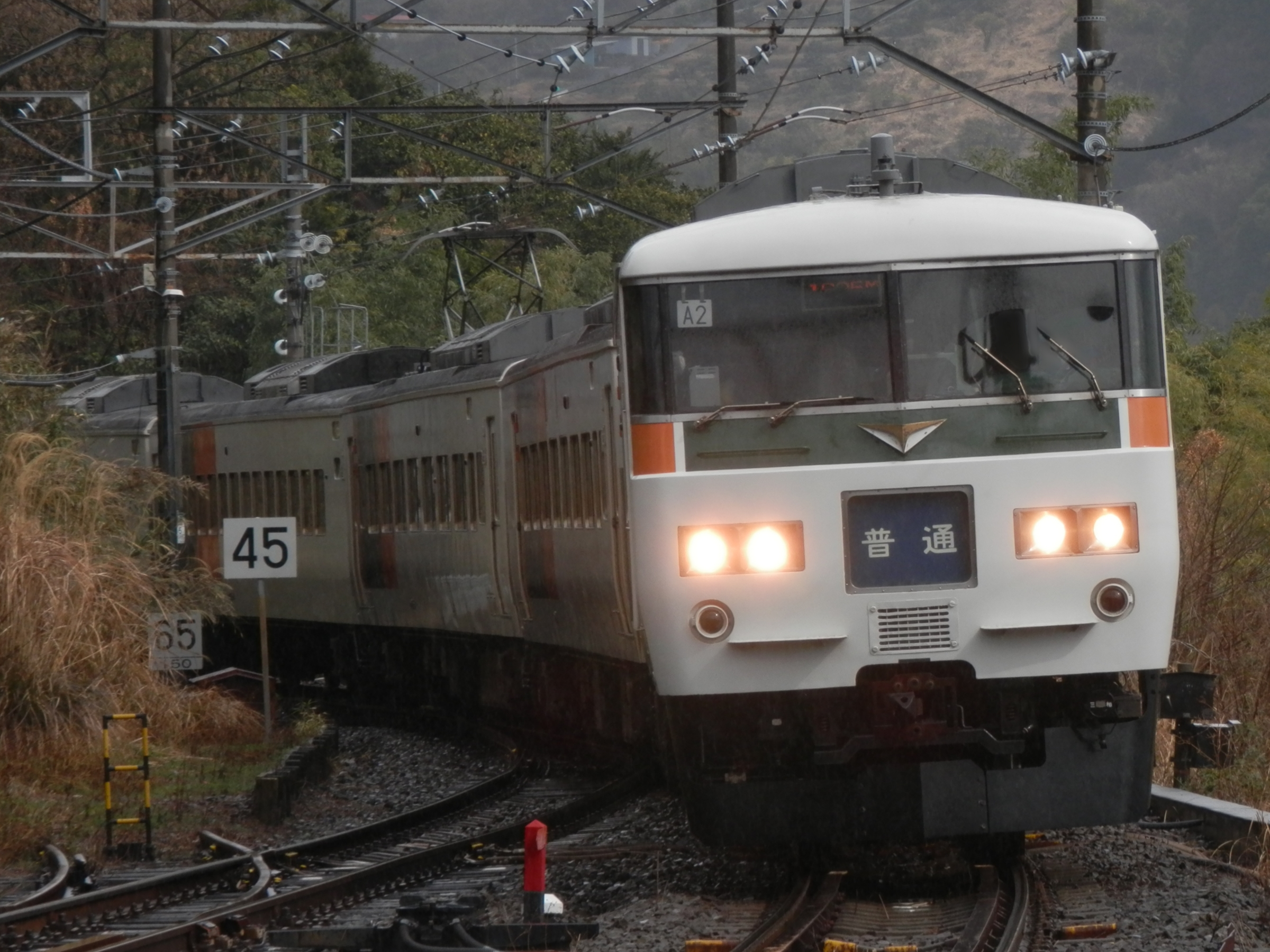
東日本旅客鉄道
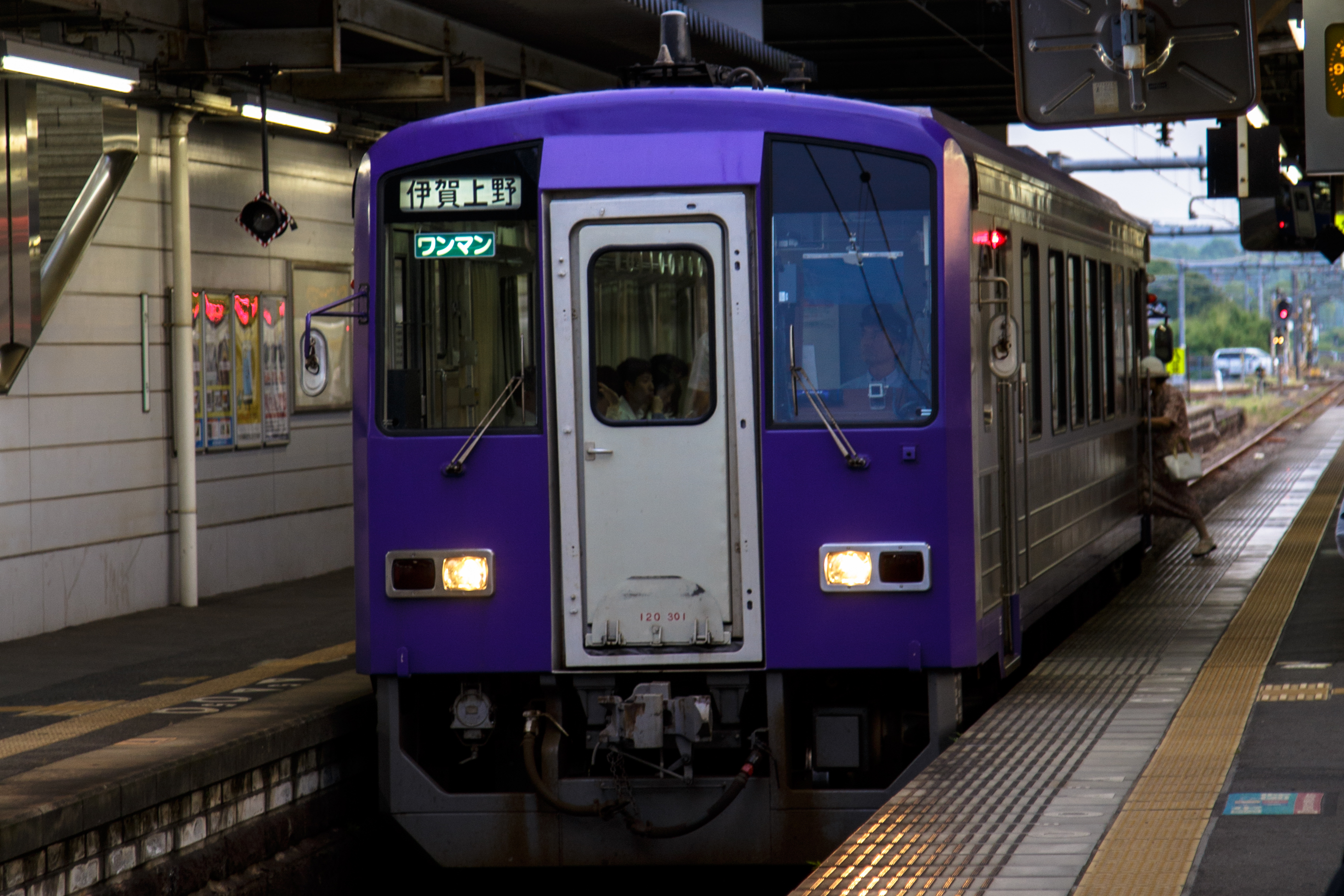
西日本旅客鉄道
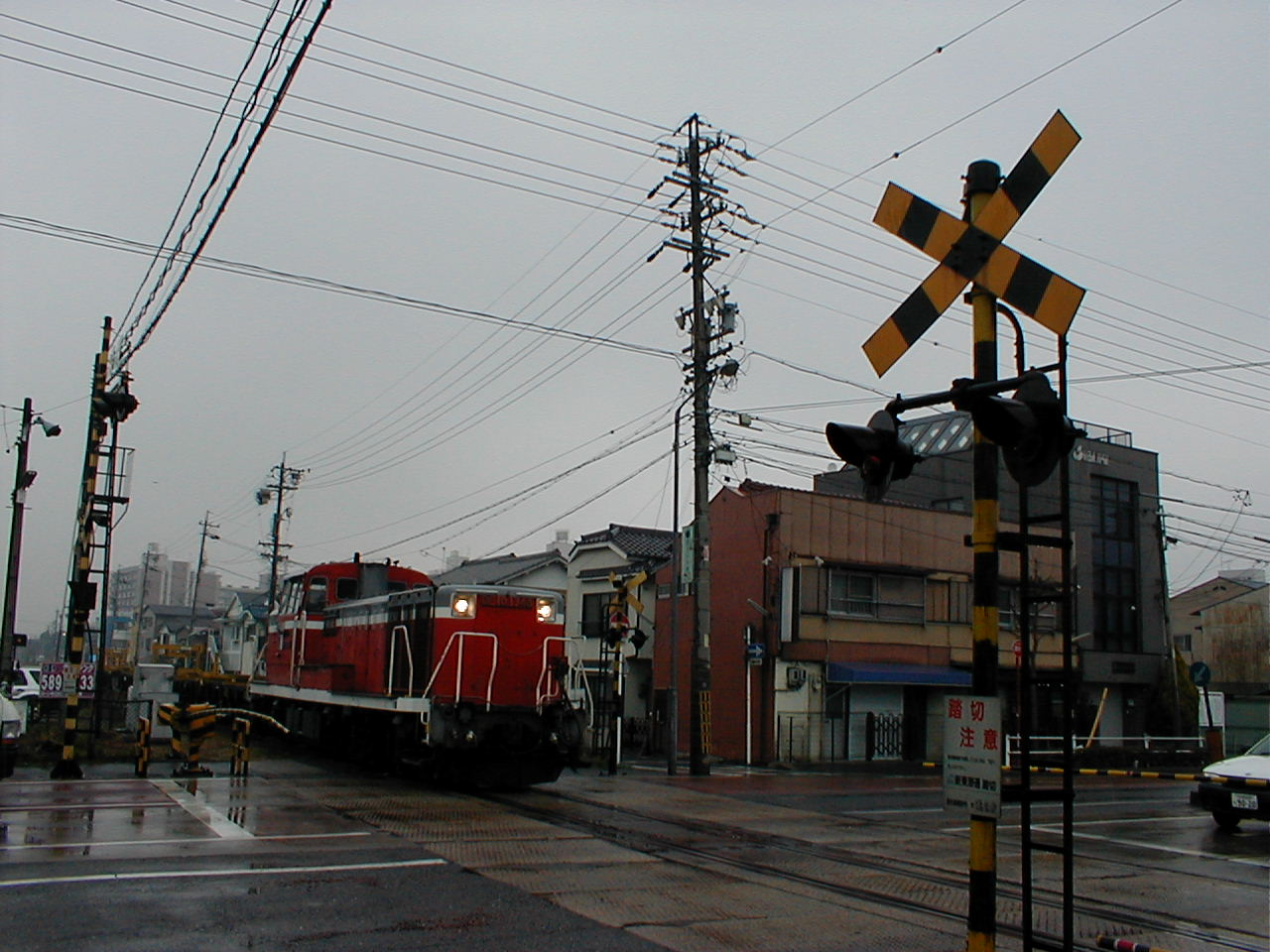
日本貨物鉄道

公営交通
名古屋市交通局（名古屋市営地下鉄）
 東山線
 名城線
 名港線
 鶴舞線
 桜通線
 上飯田線
- 名古屋市交通局

私鉄
| 名古屋鉄道（名鉄） NH 名古屋本線 TK 豊川線 GN 西尾線 GN 蒲郡線 MY MU 三河線 TT 豊田線 TA 常滑線 TA 空港線 CH 築港線 KC 河和線 KC 知多新線 ST 瀬戸線 TB 津島線 TB BS 尾西線 IY 犬山線 KG 各務原線 HM 広見線 KM 小牧線 TH 竹鼻線 TH 羽島線 近畿日本鉄道（近鉄） E 名古屋線 K 湯の山線 L 鈴鹿線 D 大阪線 M 山田線 M 鳥羽線 M 志摩線 | 伊豆急行 ■ 伊豆急行線 伊豆箱根鉄道 ■ 駿豆線 ■ 十国鋼索線 岳南電車 ■ 岳南線 静岡鉄道 ■ 静岡清水線 大井川鐵道（大鉄） ■ 大井川本線 ■ 井川線 遠州鉄道（遠鉄） ■ 鉄道線（西鹿島線） 豊橋鉄道（豊鉄） ■ 渥美線 ■ 東田本線 JR東海交通事業 ■ 城北線 西濃鉄道 ■ 市橋線（貨物） 養老鉄道 ■ 養老線 三岐鉄道 ■ 三岐線 ■ 北勢線 |

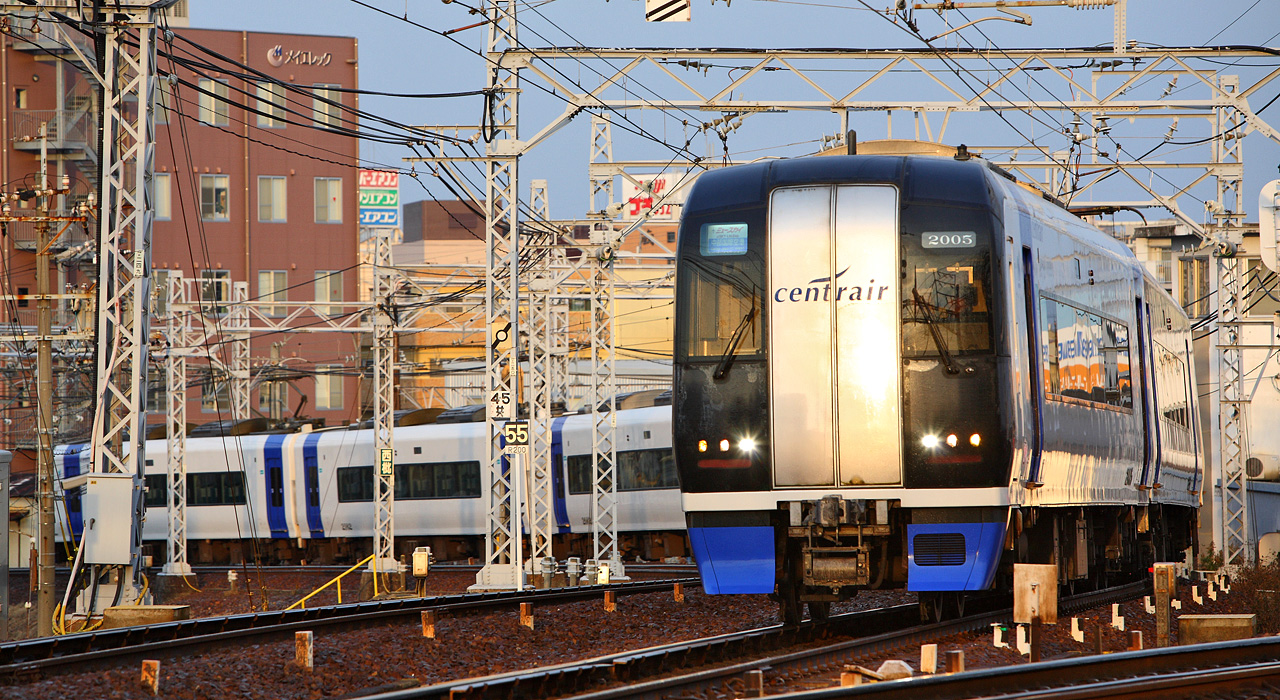
名古屋鉄道
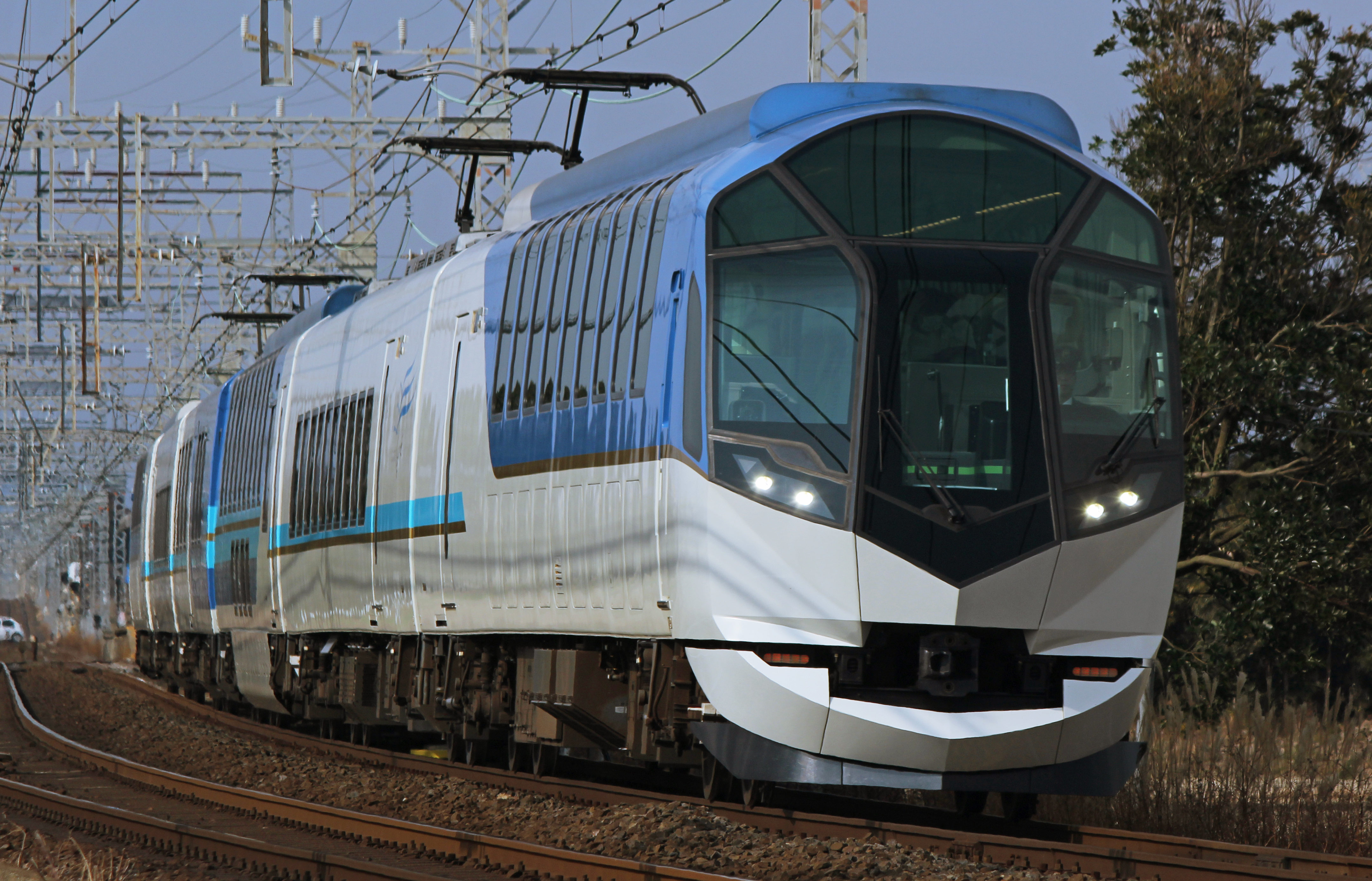
近畿日本鉄道
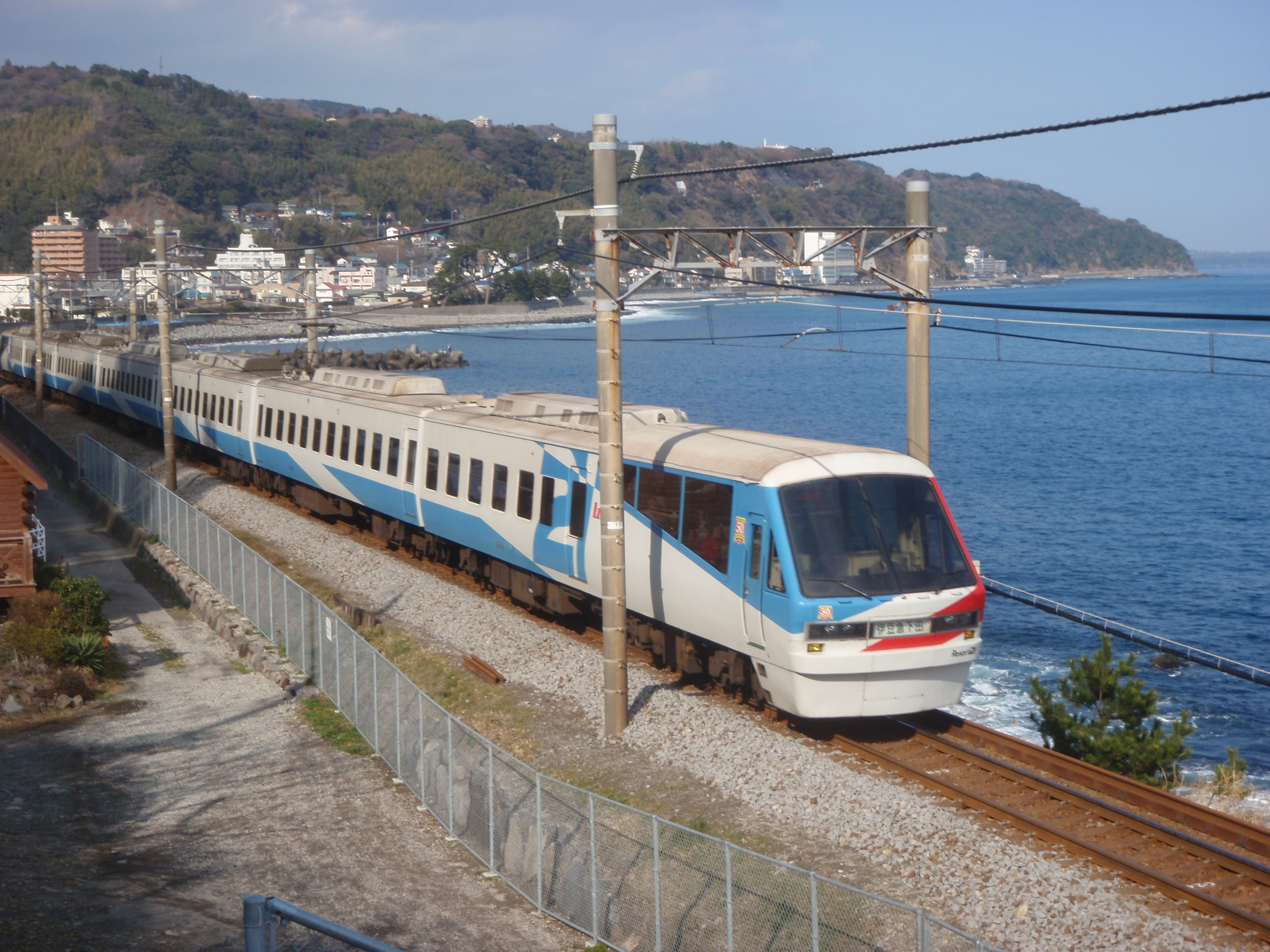
伊豆急行
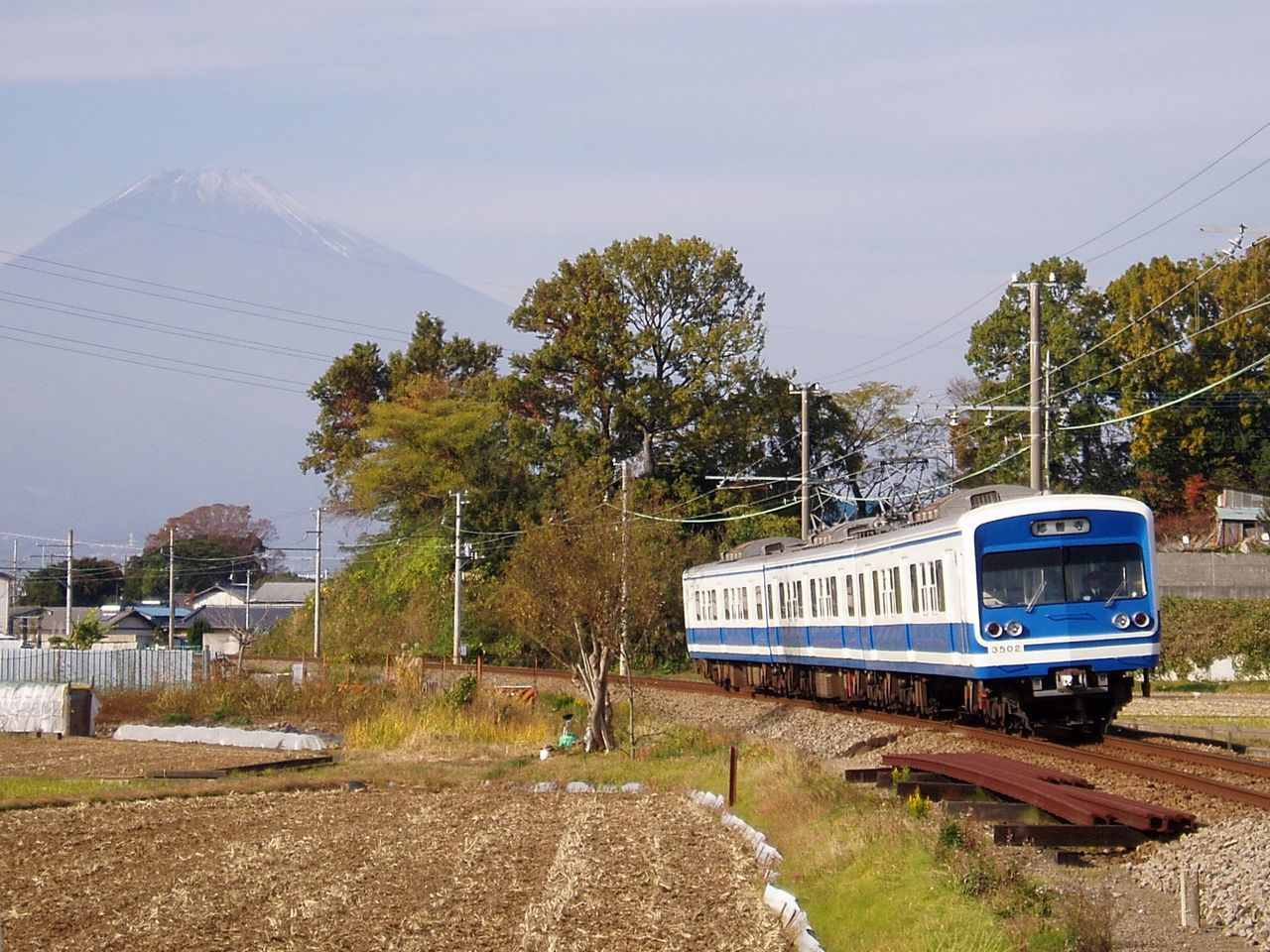
伊豆箱根鉄道
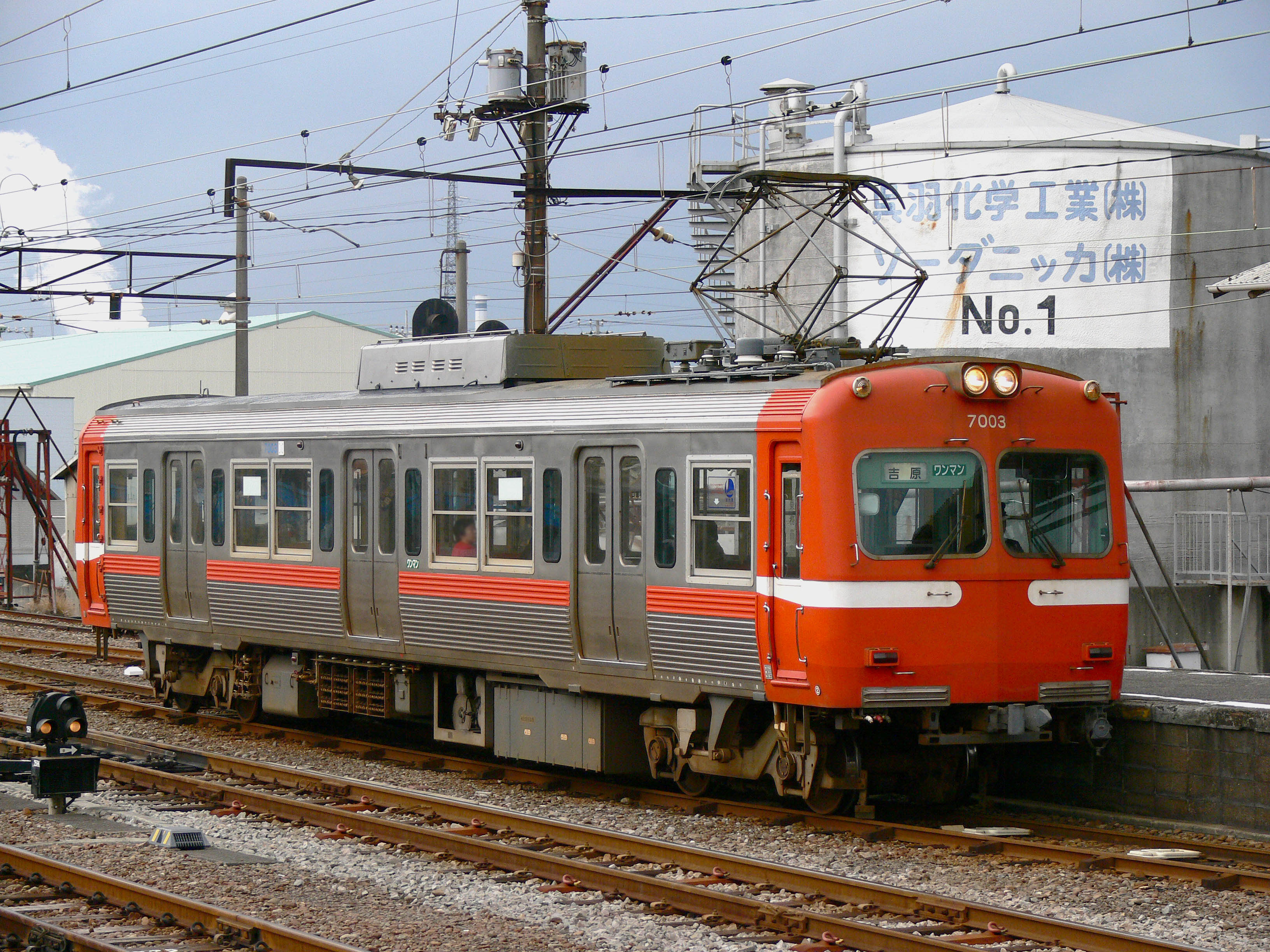
岳南電車
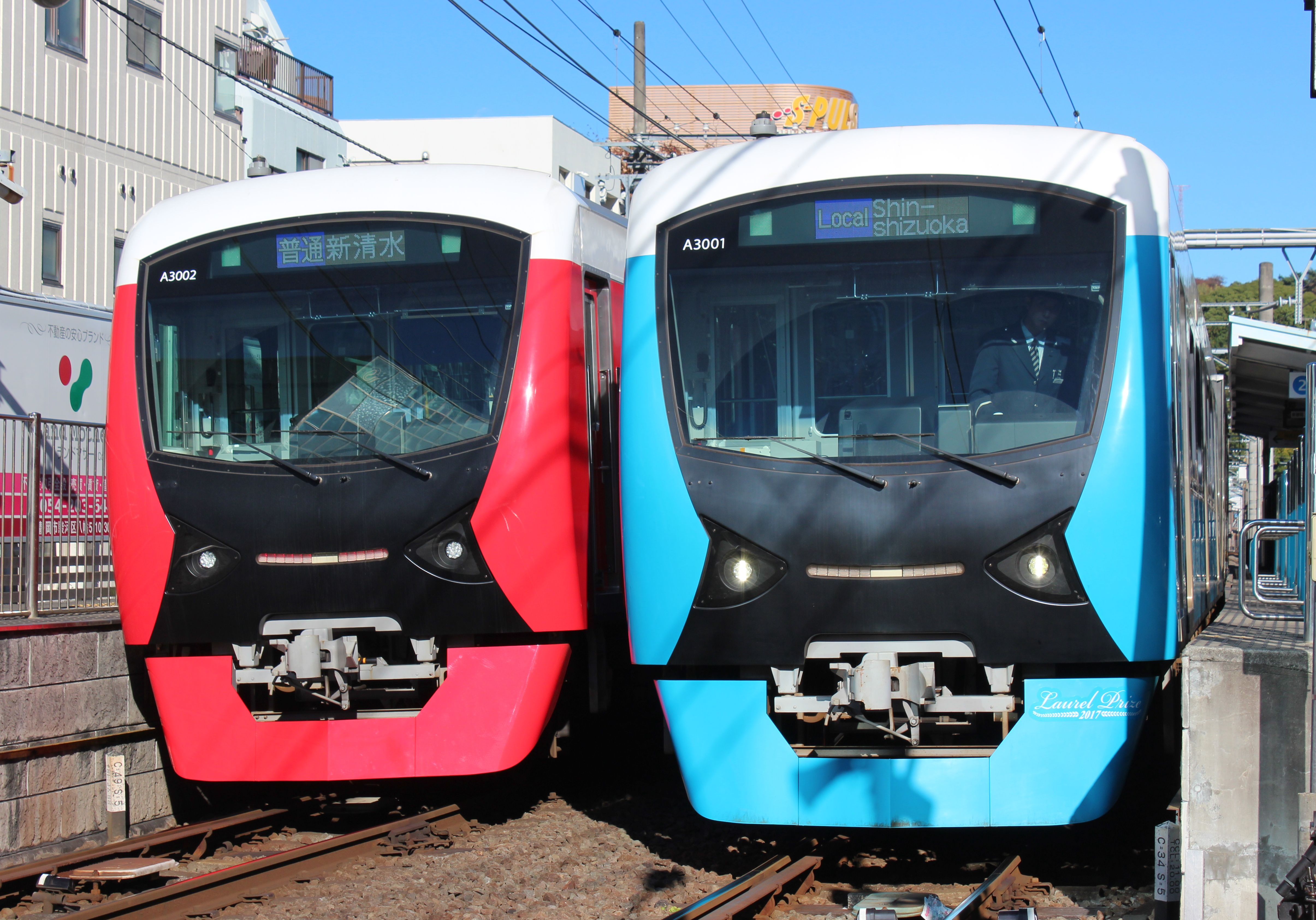
静岡鉄道
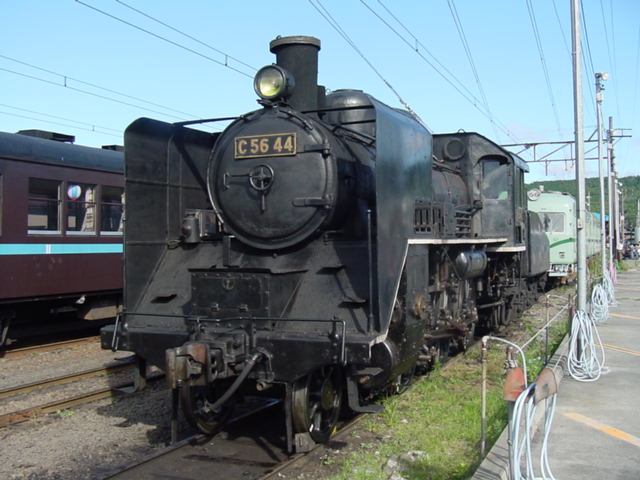
大井川鐵道
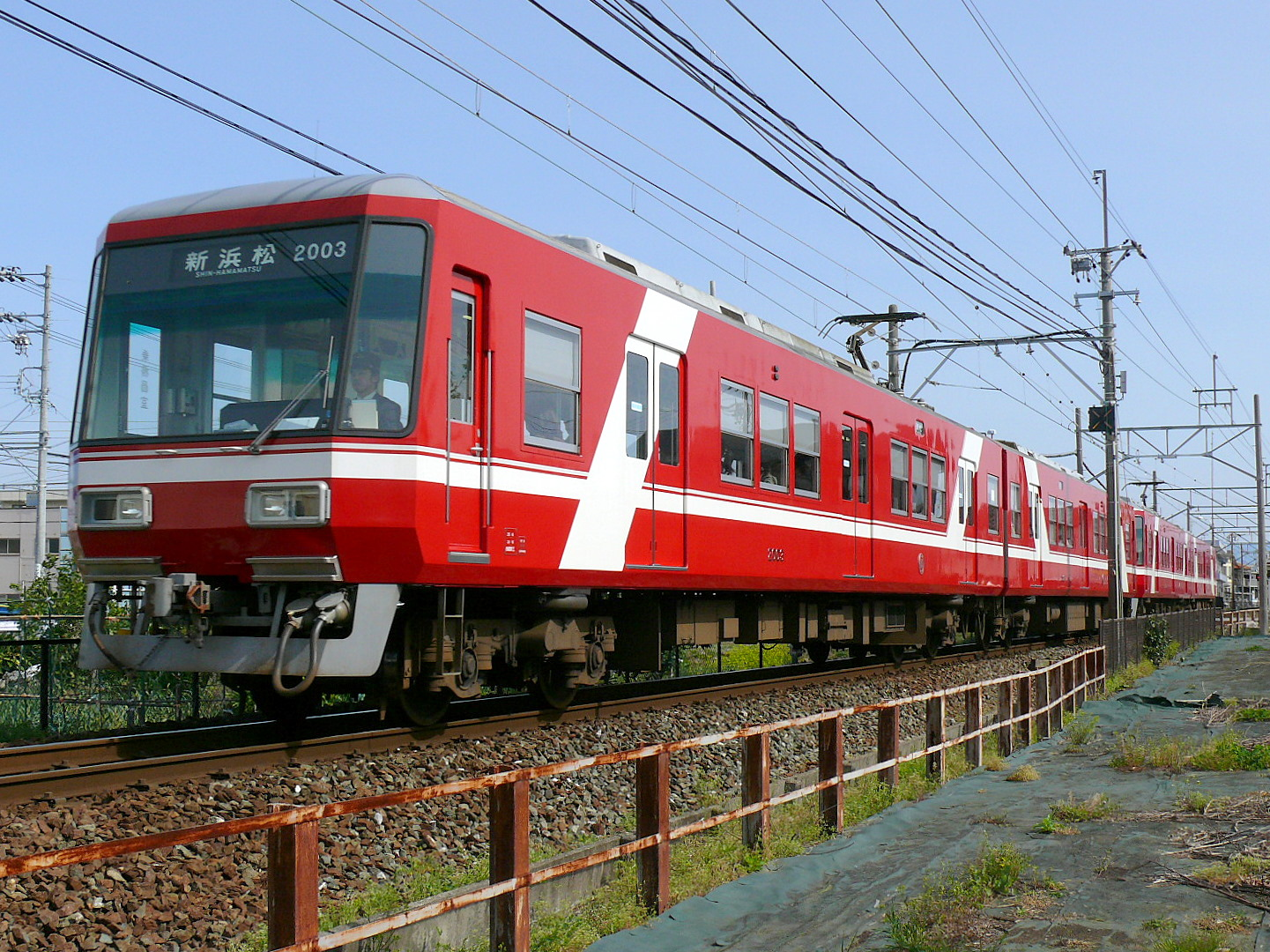
遠州鉄道
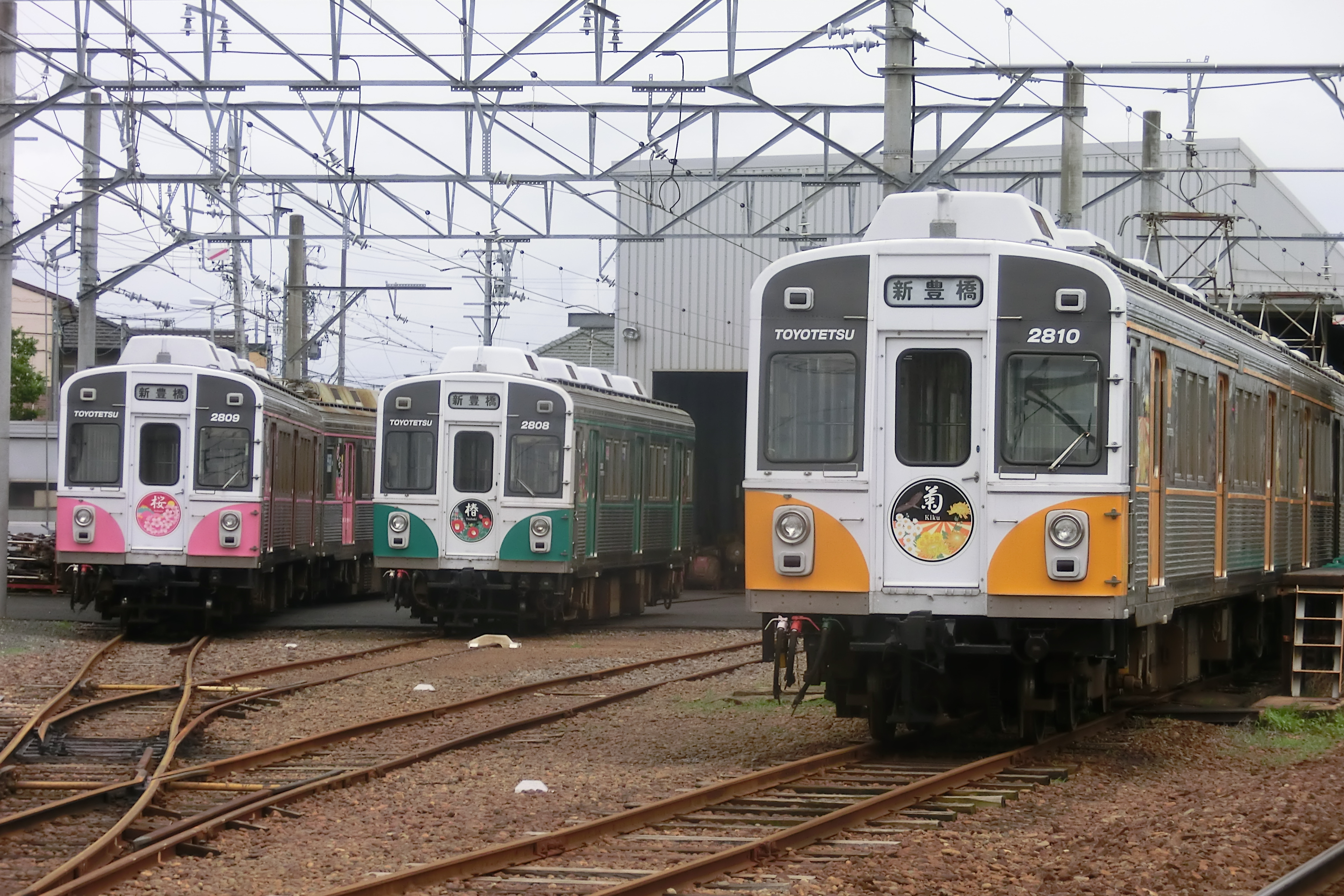
豊橋鉄道
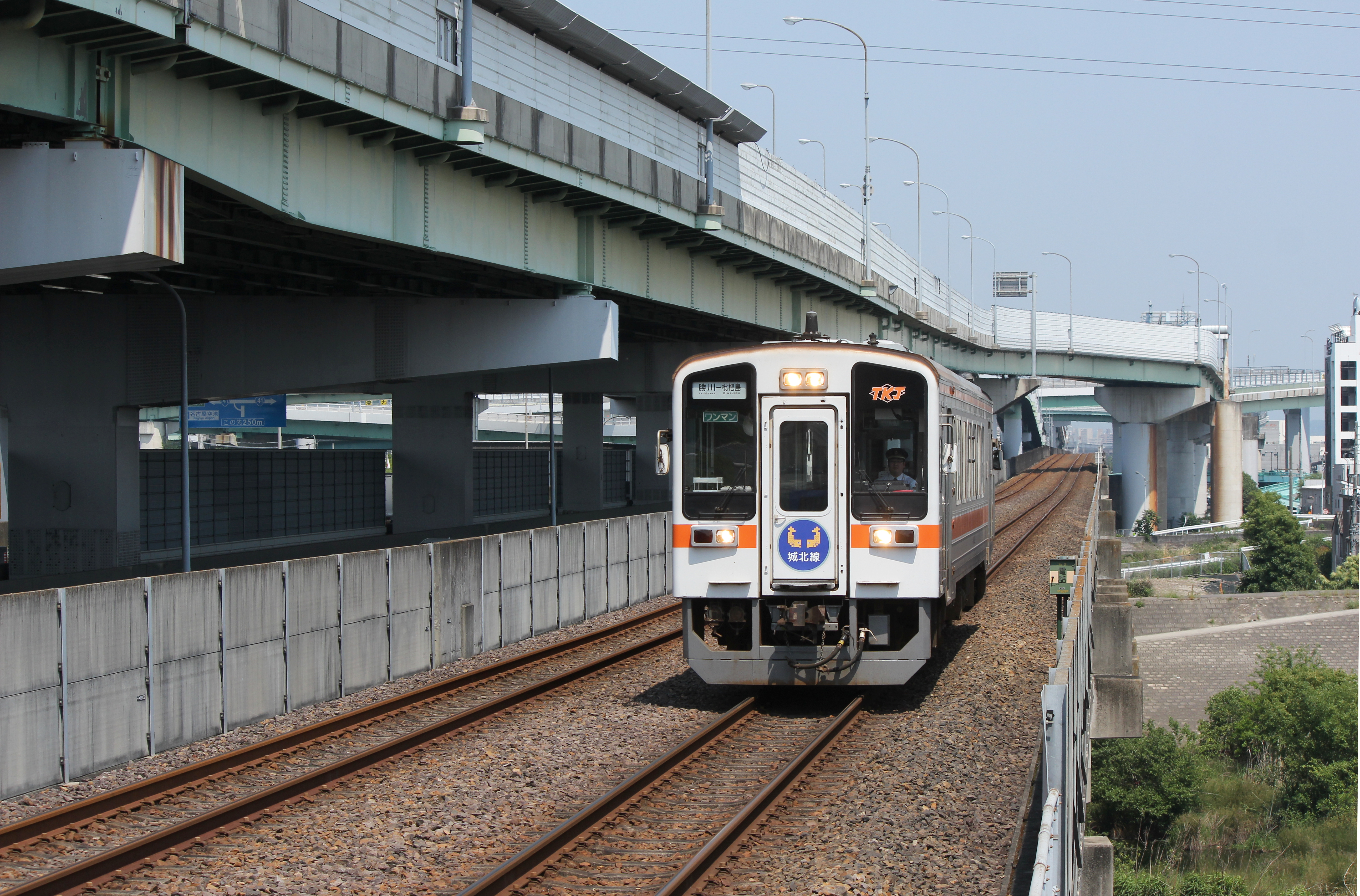
JR東海交通事業
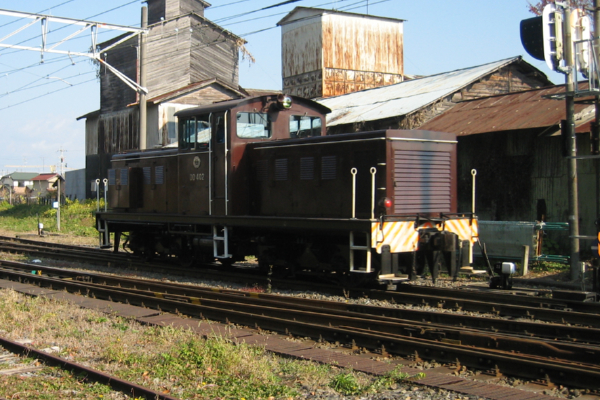
西濃鉄道
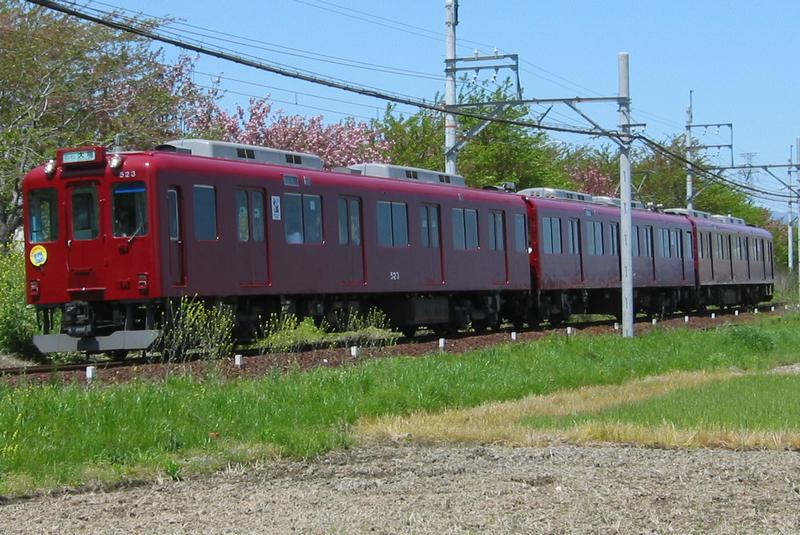
養老鉄道
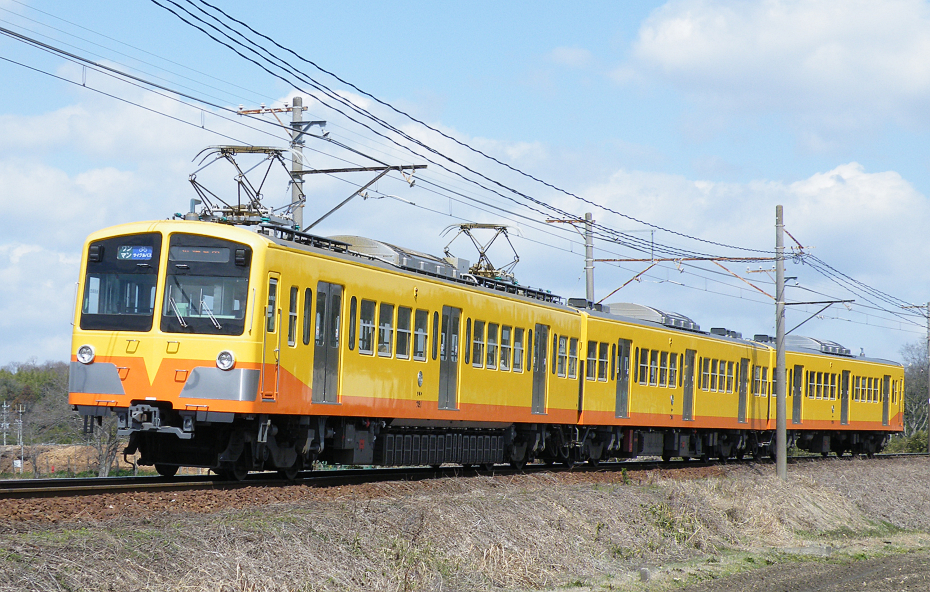
三岐鉄道

第三セクター
| 天竜浜名湖鉄道（THR） ■ 天竜浜名湖線 愛知環状鉄道（愛環） ■ 愛知環状鉄道線 明知鉄道 ■ 明知線 長良川鉄道 ■ 越美南線 樽見鉄道 ■ 樽見線 伊勢鉄道 ■ 伊勢線 伊賀鉄道 ■ 伊賀線 四日市あすなろう鉄道 ■ 内部線 ■ 八王子線 | 名古屋臨海高速鉄道 ■ 西名古屋港線（あおなみ線） 愛知高速交通 ■ 東部丘陵線（リニモ） 名古屋ガイドウェイバス ■ ガイドウェイバス志段味線（ゆとりーとライン） 名古屋臨海鉄道 ■ 東築線（貨物） ■ 東港線（貨物） ■ 南港線 （貨物） ■ 汐見町線（貨物） ■ 昭和町線（貨物） 衣浦臨海鉄道 ■ 半田線（貨物） ■ 碧南線（貨物） |

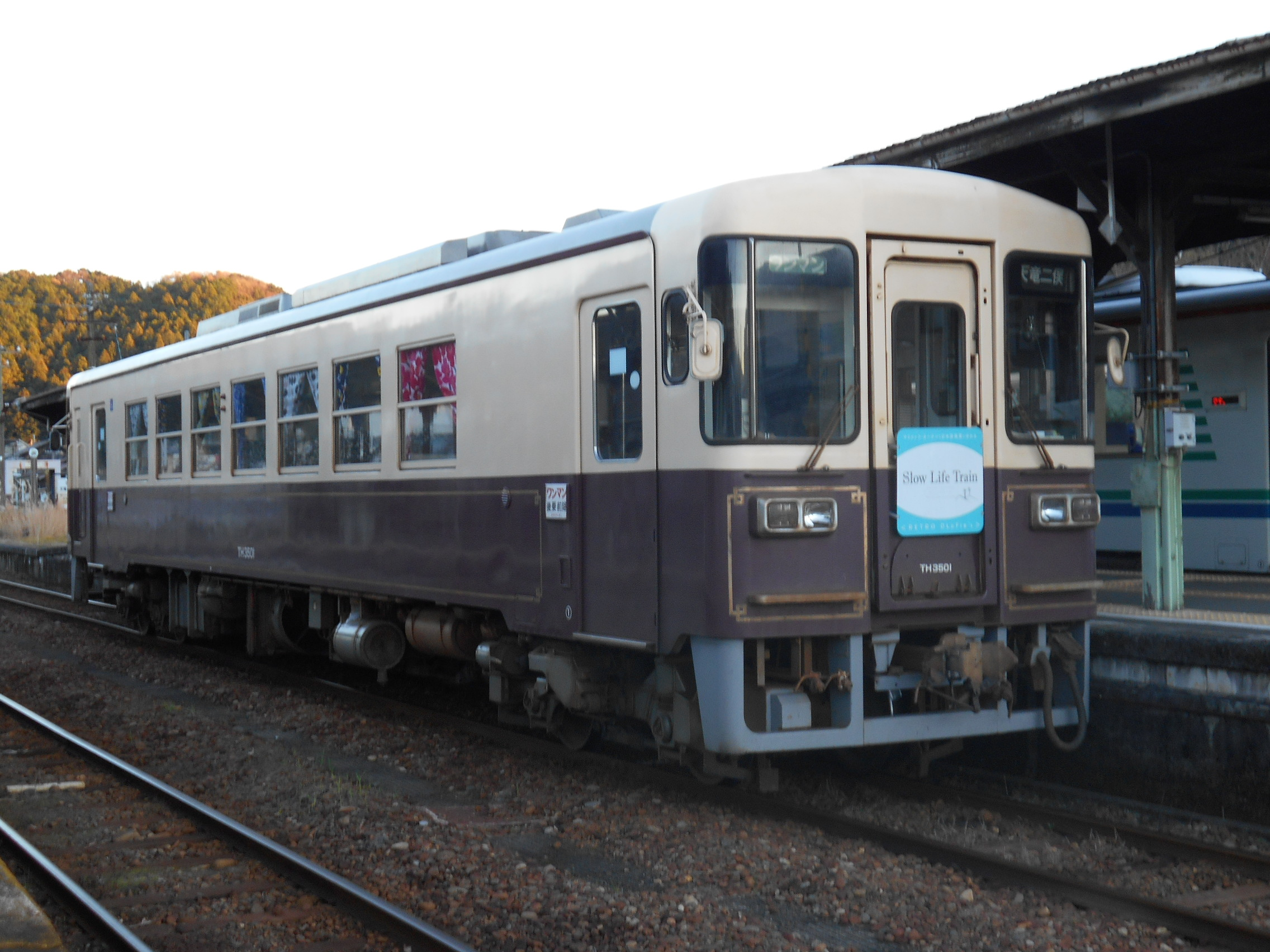
天竜浜名湖鉄道
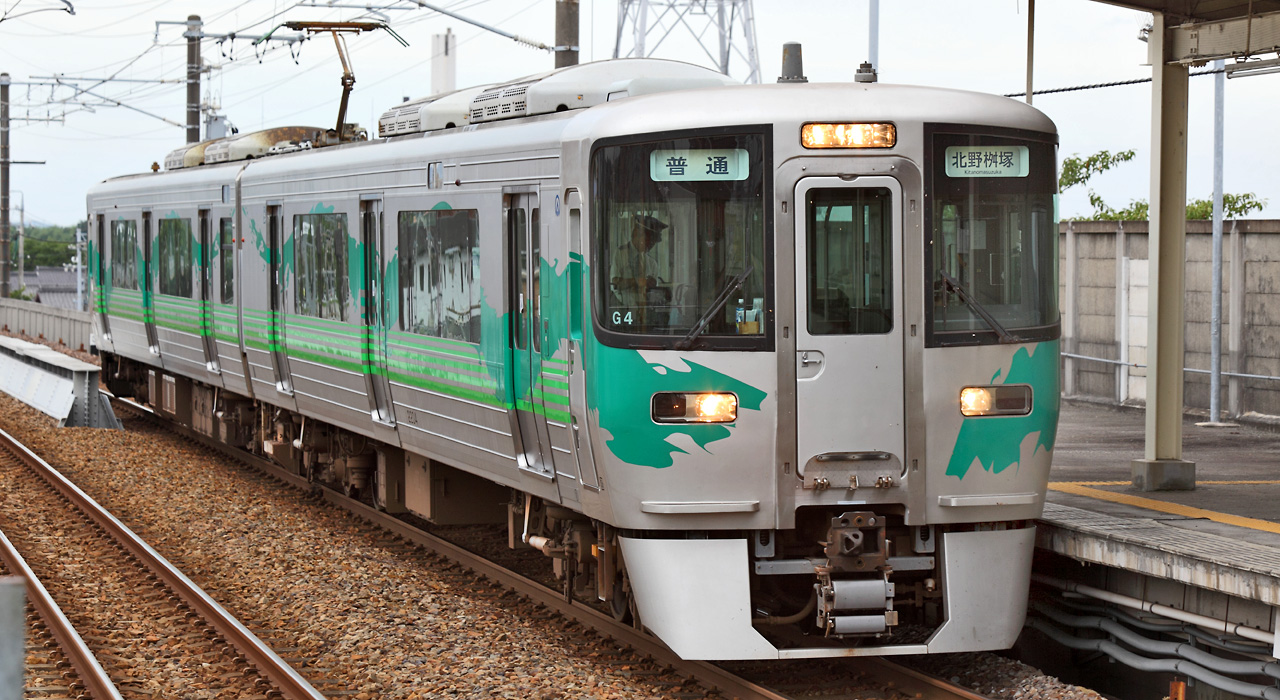
愛知環状鉄道
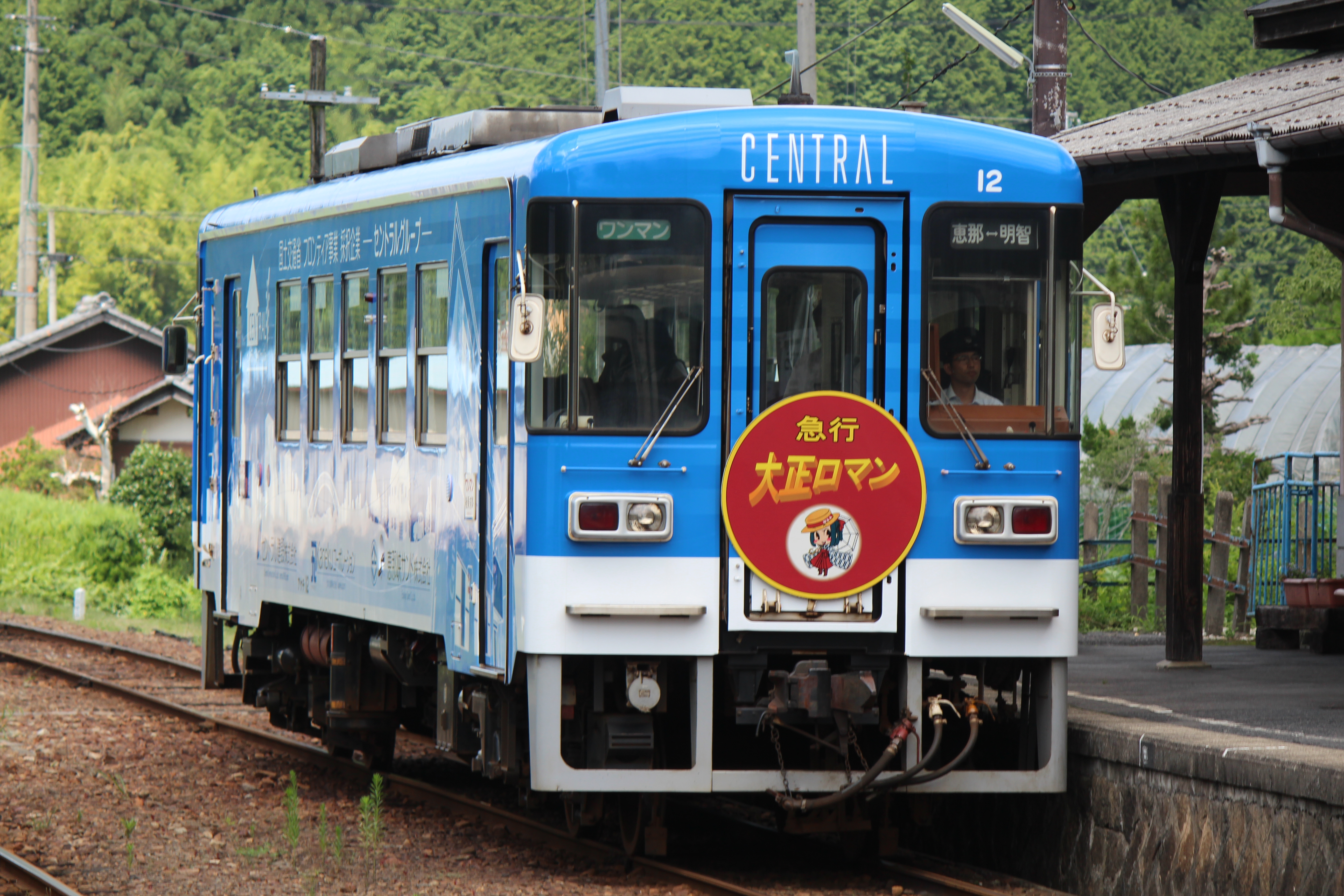
明知鉄道
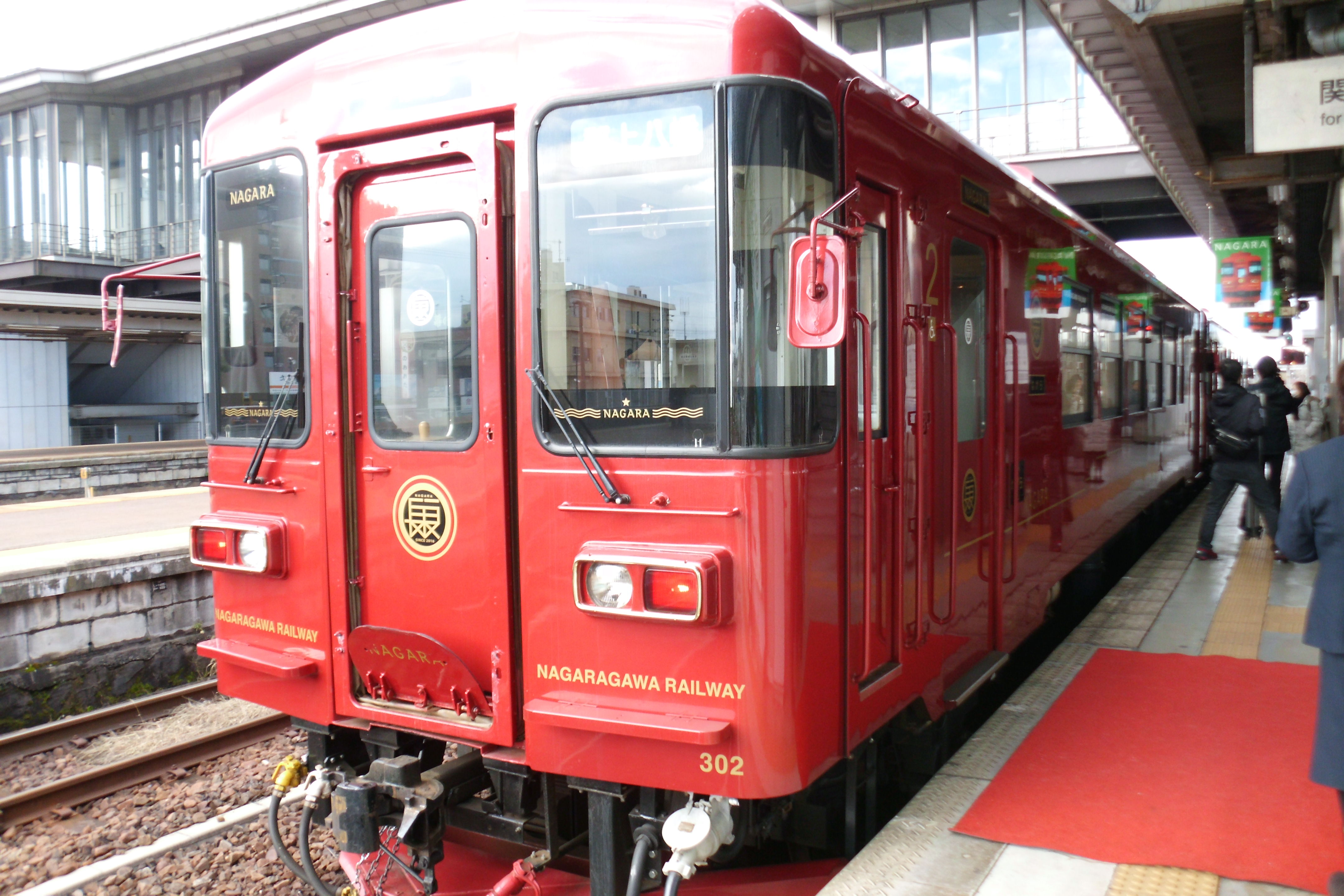
長良川鉄道
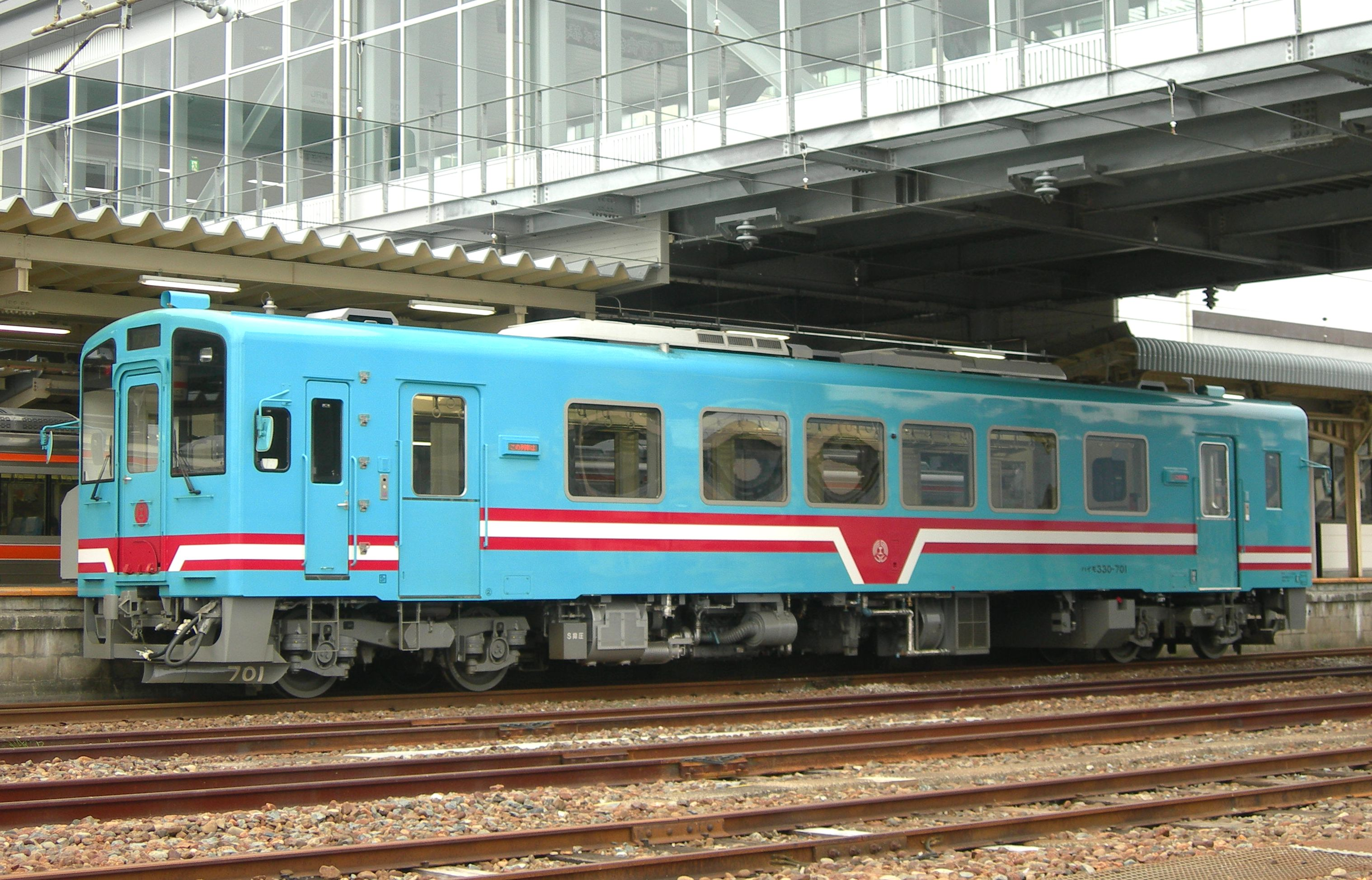
樽見鉄道
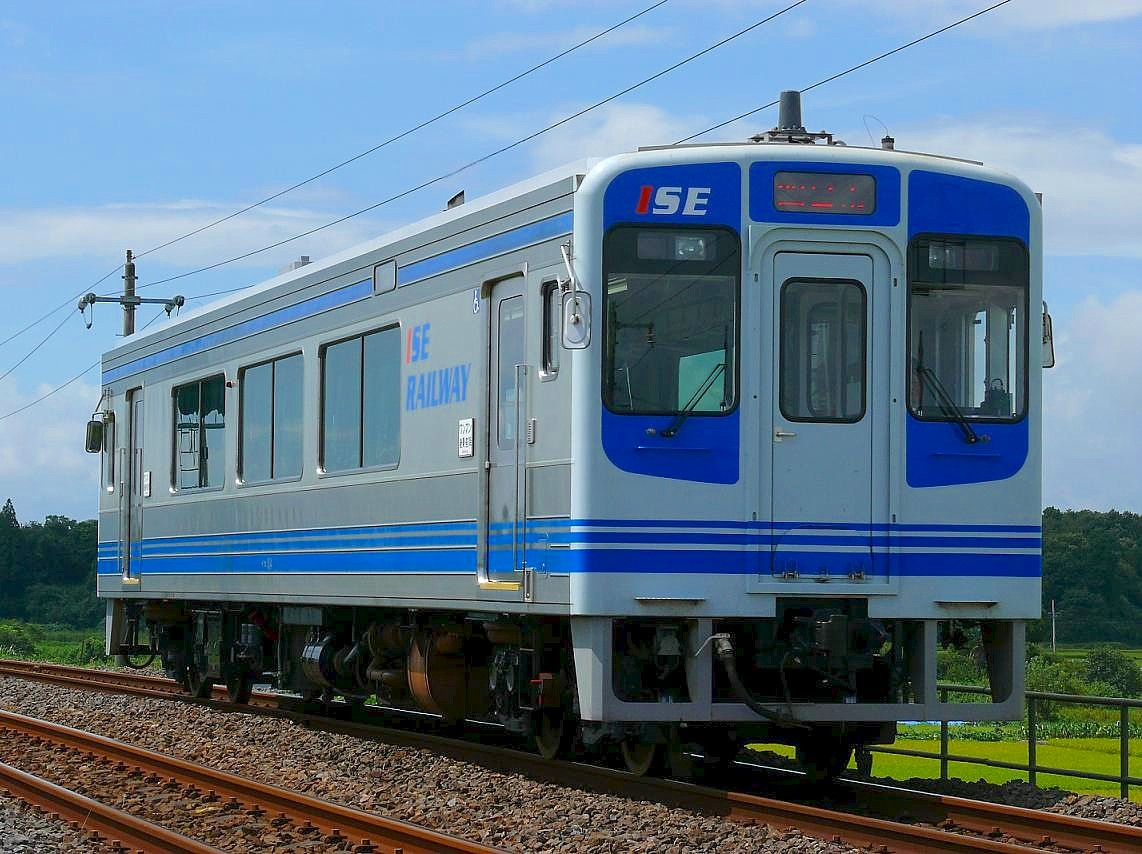
伊勢鉄道
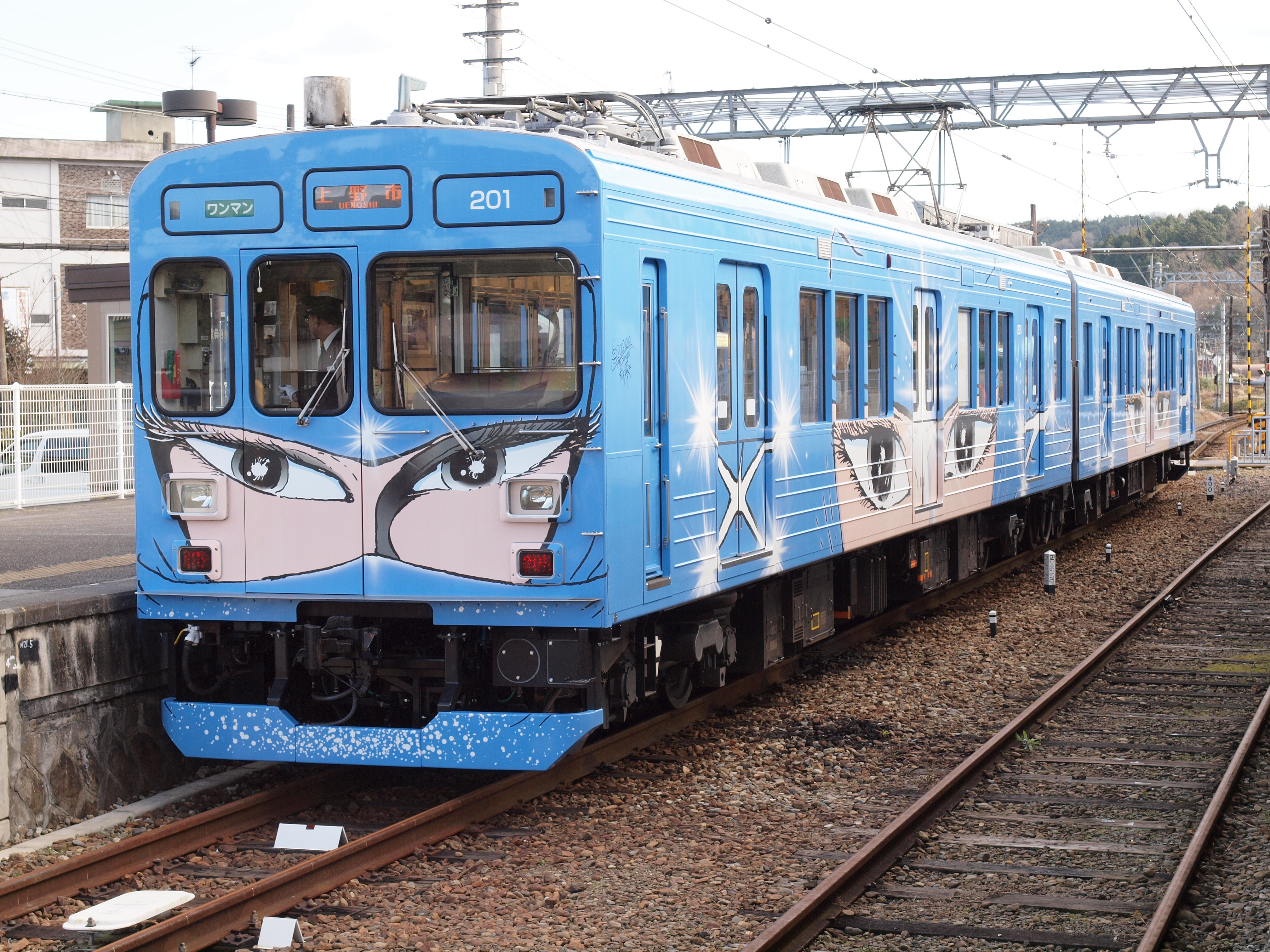
伊賀鉄道
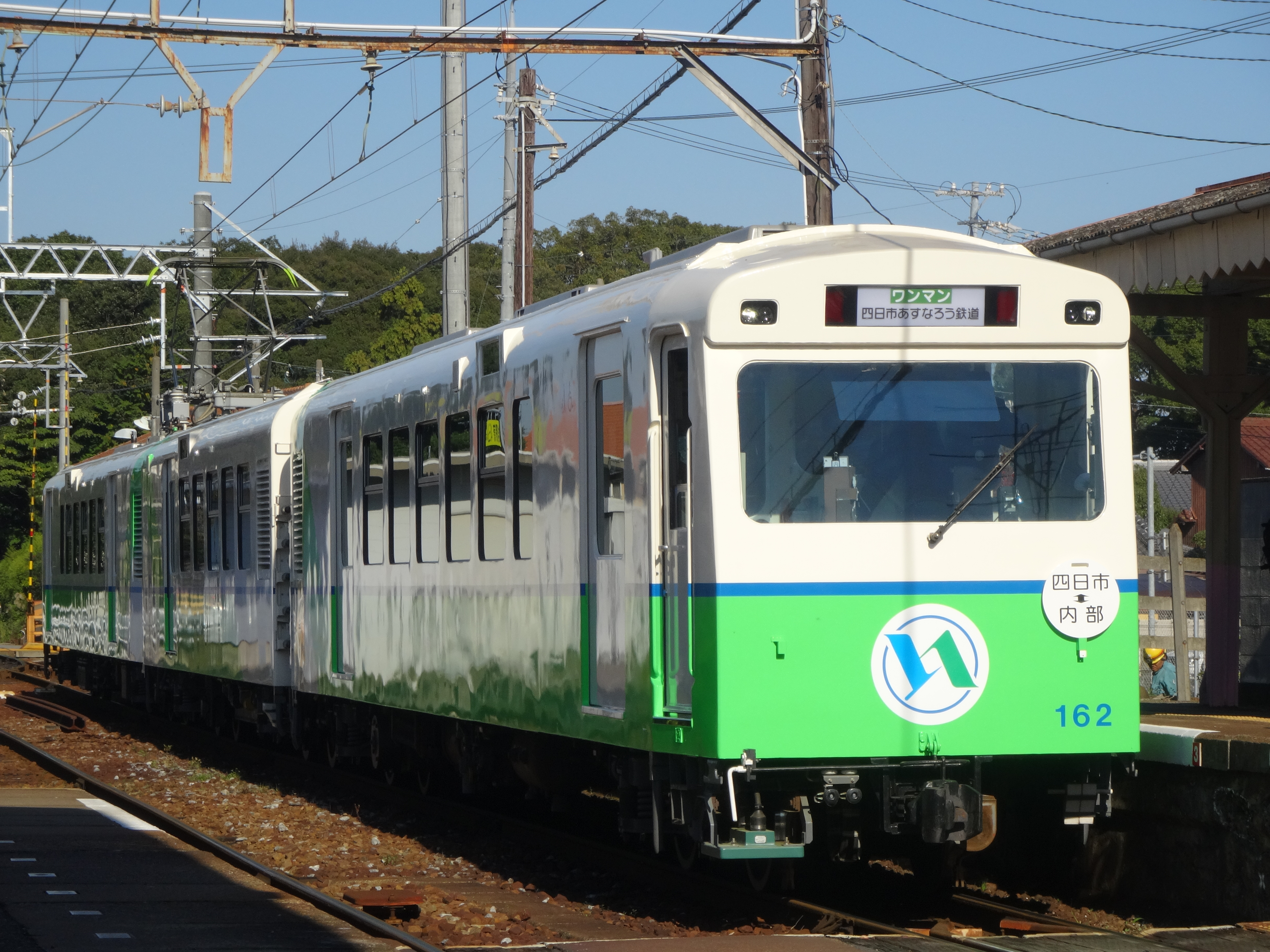
四日市あすなろう鉄道
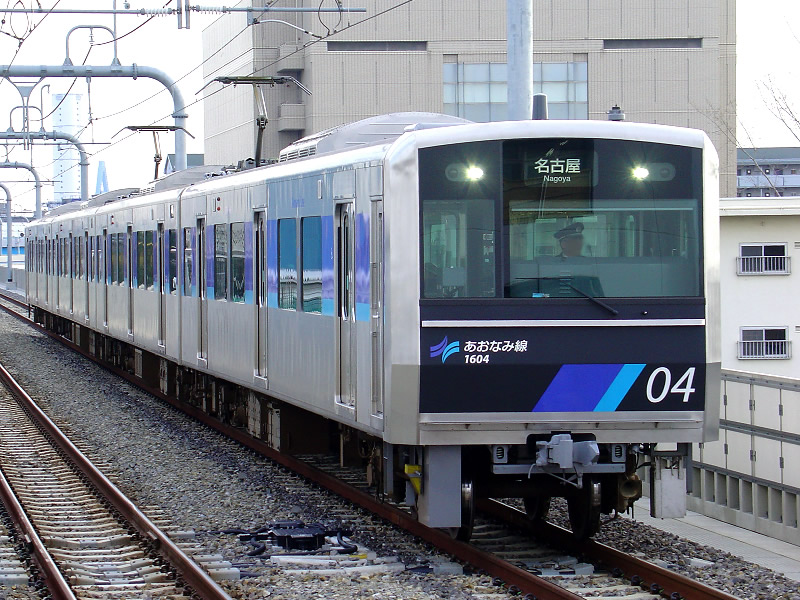
名古屋臨海高速鉄道
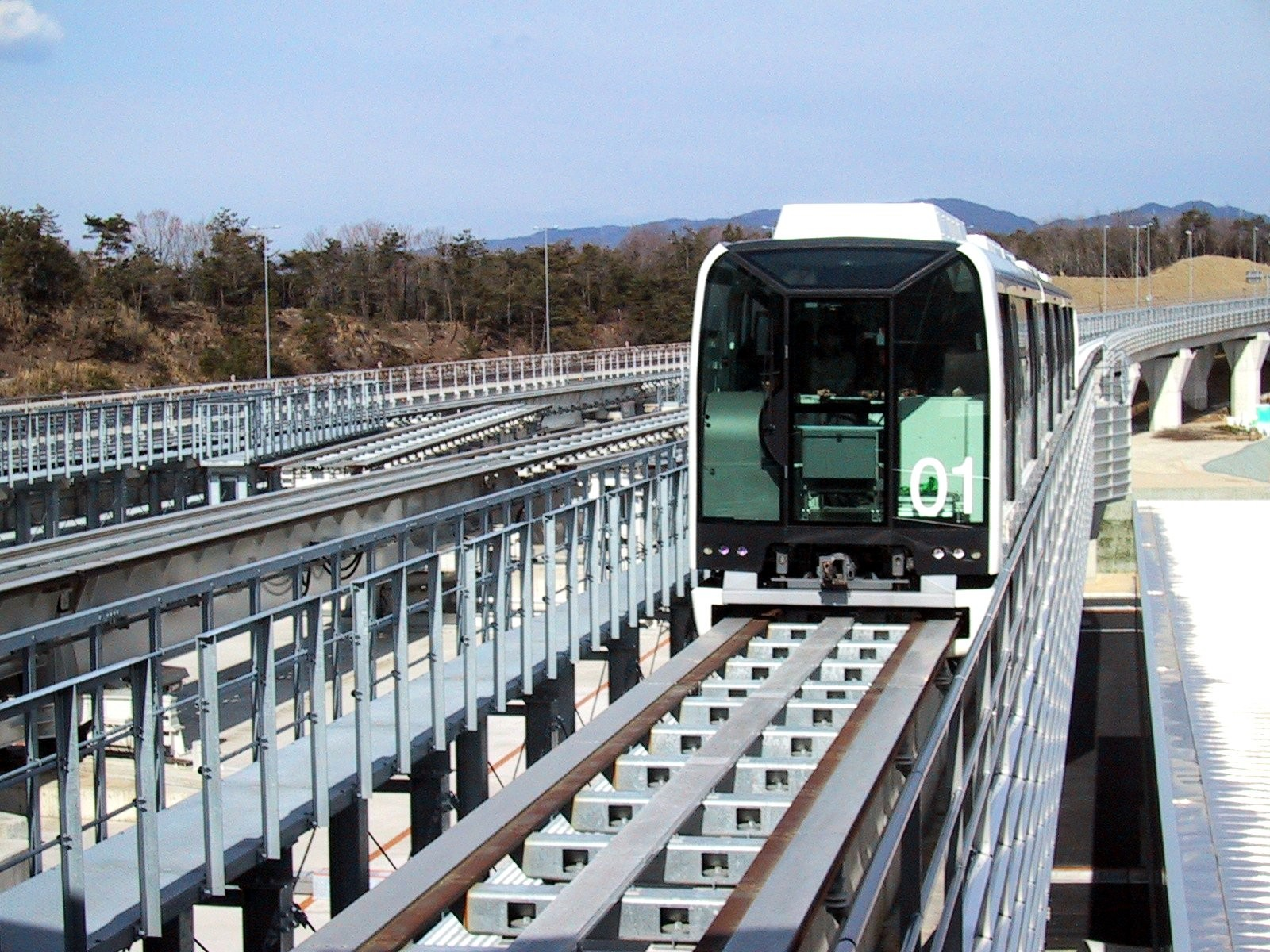
愛知高速交通
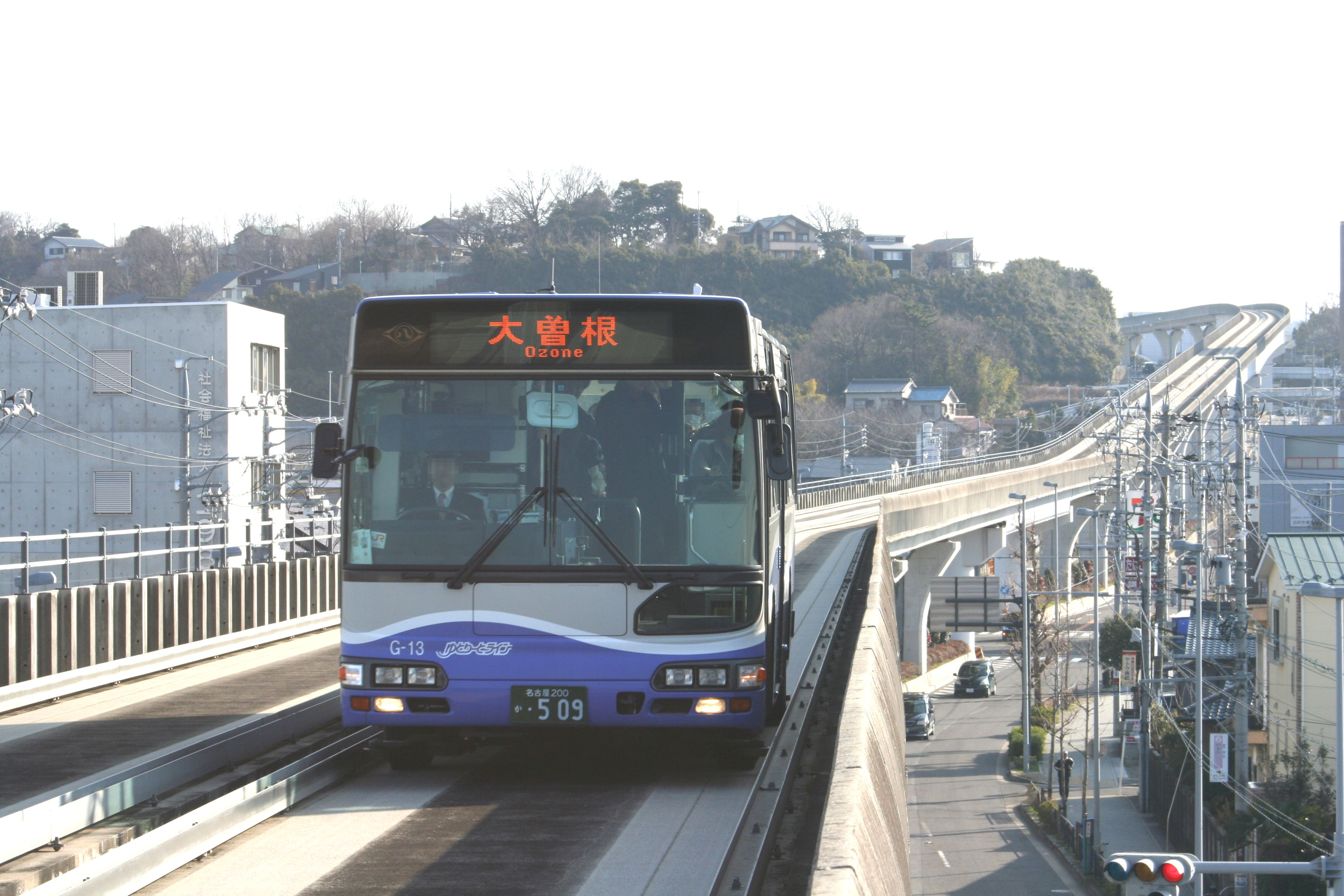
名古屋ガイドウェイバス
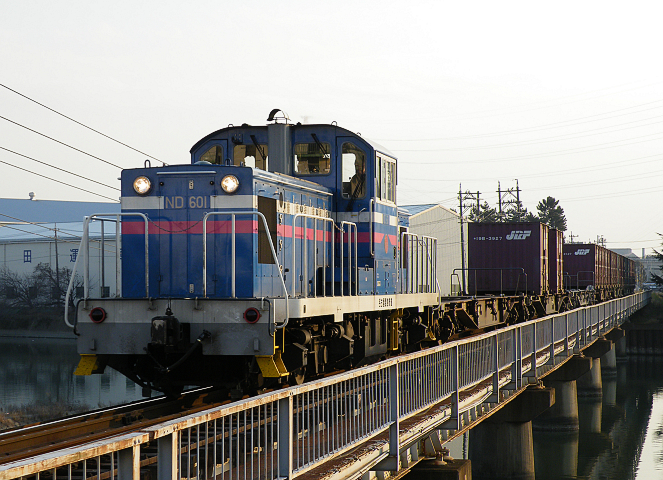
名古屋臨海鉄道
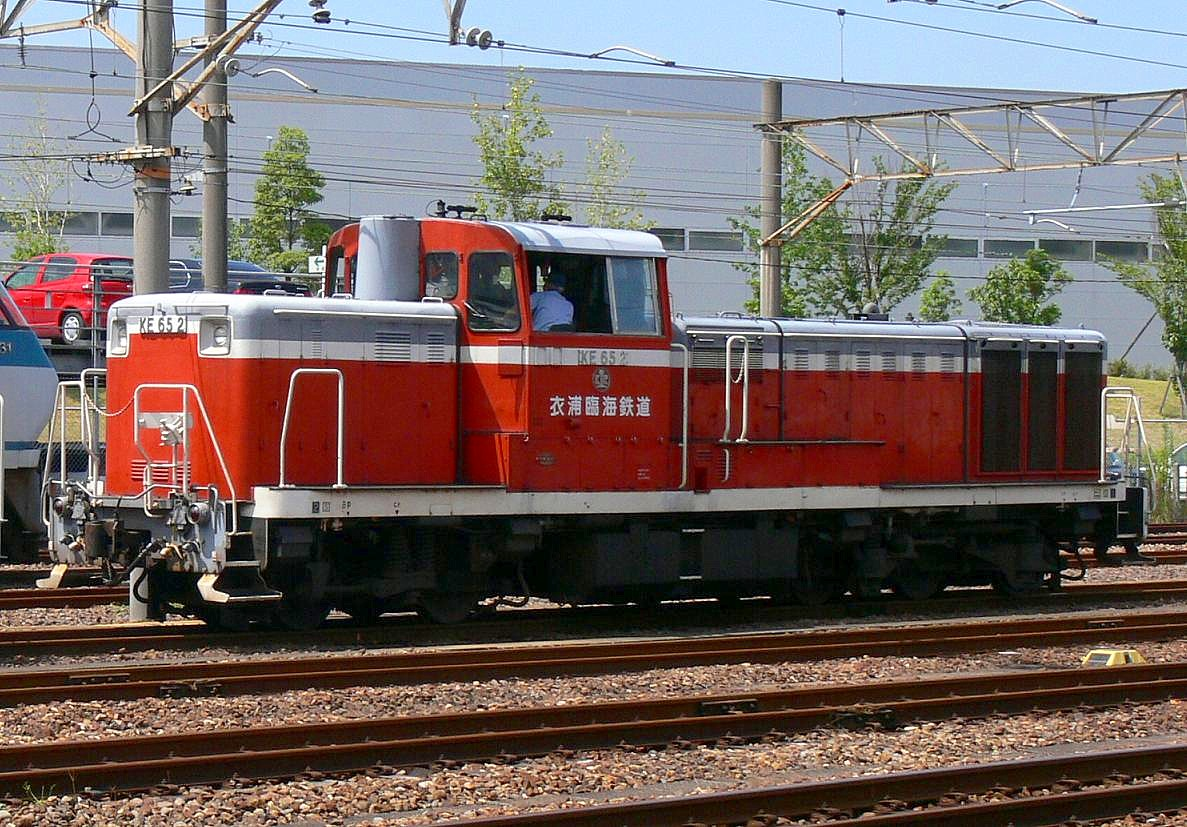
衣浦臨海鉄道

### 主な道路

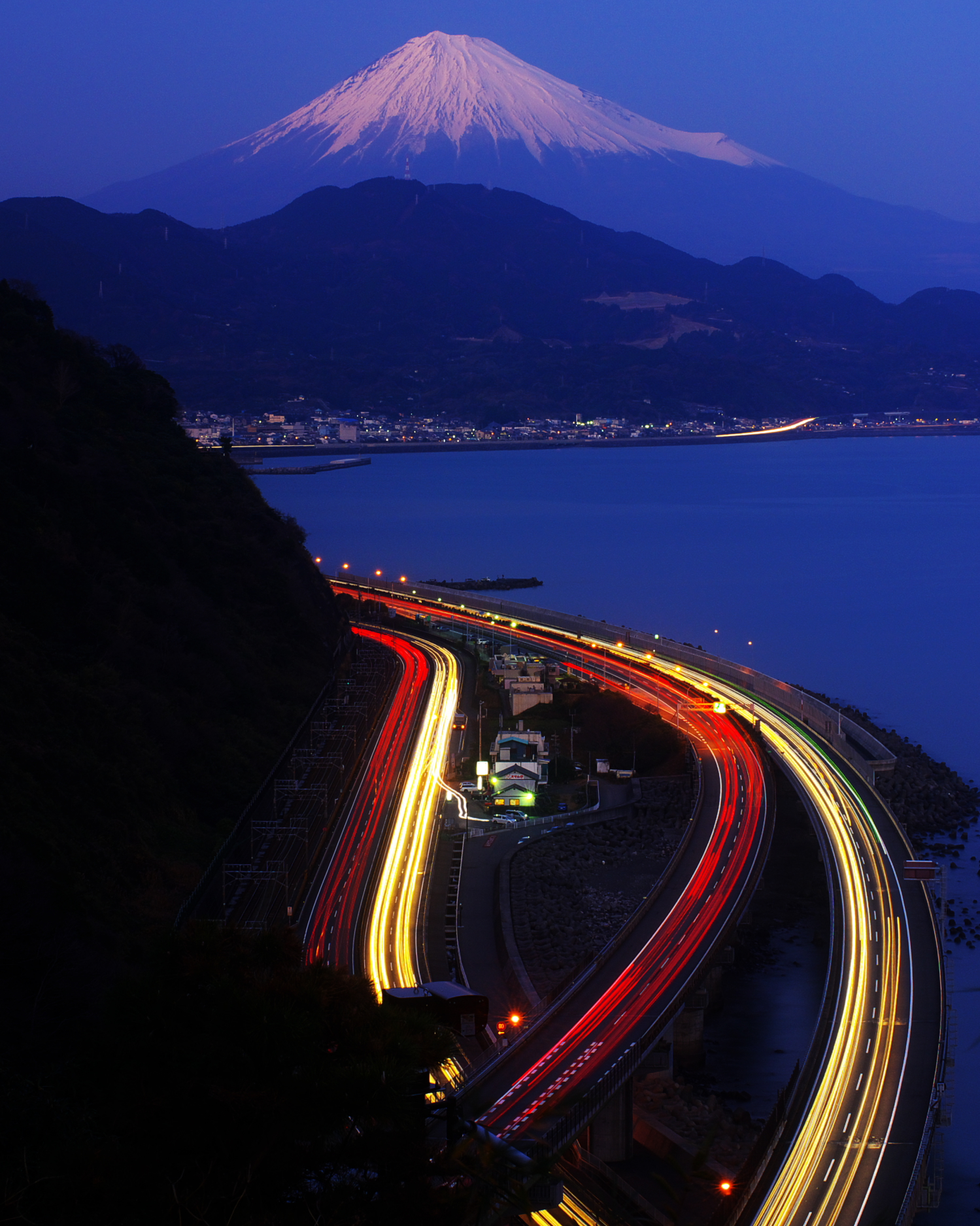
薩埵峠から見た東名高速道路と国道1号と富士山

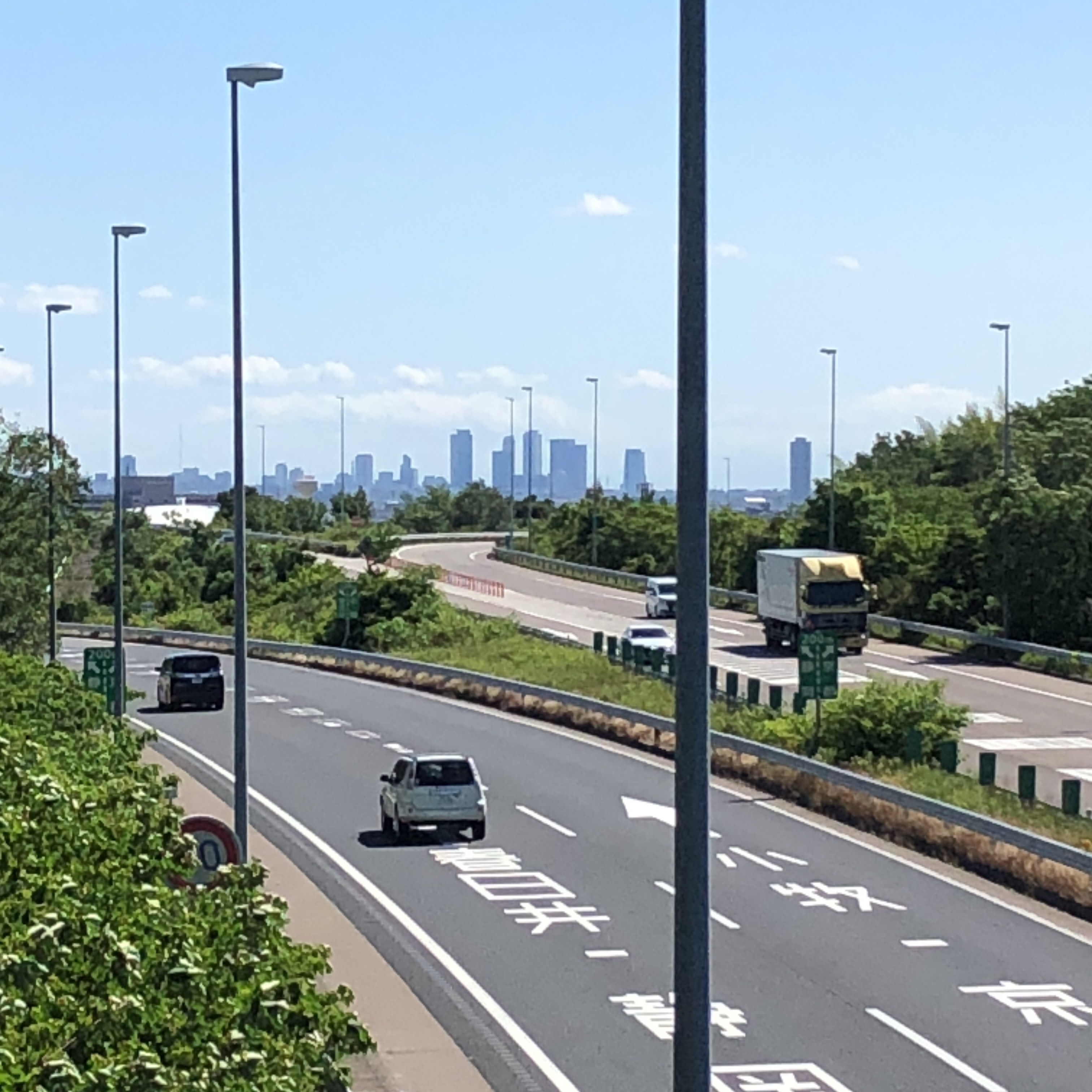
小牧JCT

高速道路
- 東名高速道路
- 中央自動車道
- 名神高速道路
- 東名阪自動車道
- 名阪国道
- 伊勢自動車道
- 紀勢自動車道
- 新東名高速道路
- 新名神高速道路
- 東海北陸自動車道
- 伊勢湾岸自動車道
- 名古屋第二環状自動車道
- 中部横断自動車道
- 中部縦貫自動車道
- 伊豆縦貫自動車道
- 東海環状自動車道
- 三遠南信自動車道

国道
- 国道1号
- 国道19号
- 国道21号
- 国道22号
- 国道23号
- 国道25号
- 国道41号
- 国道42号
- 国道52号
- 国道135号
- 国道136号
- 国道138号
- 国道139号
- 国道149号
- 国道150号
- 国道151号
- 国道152号
- 国道153号
- 国道154号
- 国道155号
- 国道156号
- 国道157号
- 国道158号
- 国道163号
- 国道164号
- 国道165号
- 国道166号
- 国道167号
- 国道169号
- 国道246号
- 国道247号
- 国道248号
- 国道256号
- 国道257号
- 国道258号
- 国道259号
- 国道260号
- 国道301号
- 国道302号
- 国道303号
- 国道306号
- 国道309号
- 国道311号
- 国道360号
- 国道361号
- 国道362号
- 国道363号
- 国道365号
- 国道366号
- 国道368号
- 国道369号
- 国道414号
- 国道417号
- 国道418号
- 国道419号
- 国道420号
- 国道421号
- 国道422号
- 国道425号
- 国道469号
- 国道471号
- 国道472号
- 国道473号
- 国道474号
- 国道475号
- 国道477号

### 港湾
指定特定重要港湾
- 名古屋港
- 四日市港

特定重要港湾
- 清水港

重要港湾
- 三河港
- 衣浦港
- 津松阪港
- 尾鷲港
- 田子の浦港
- 御前崎港

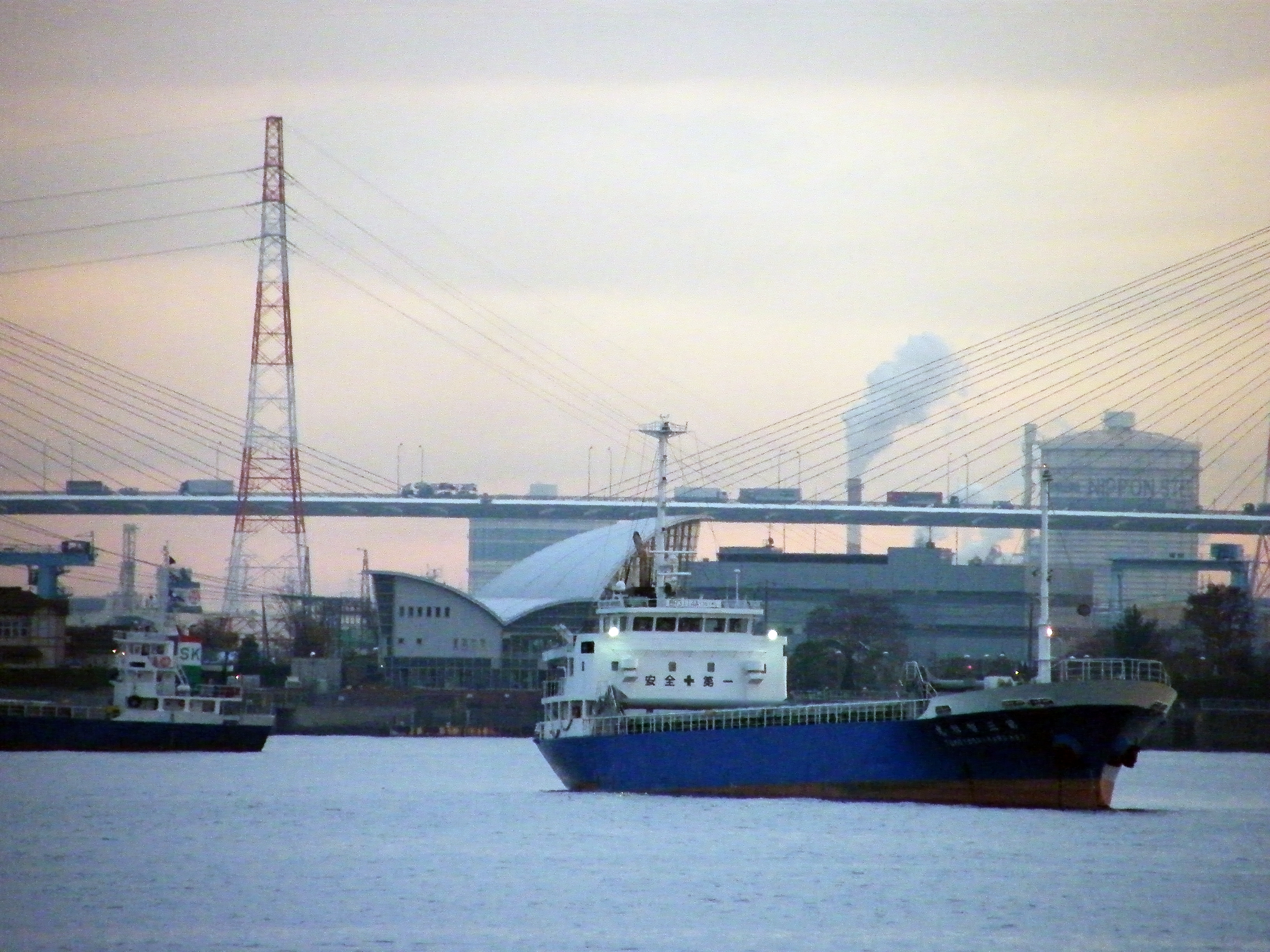
潮見埠頭から見た名港トリトンと名古屋港
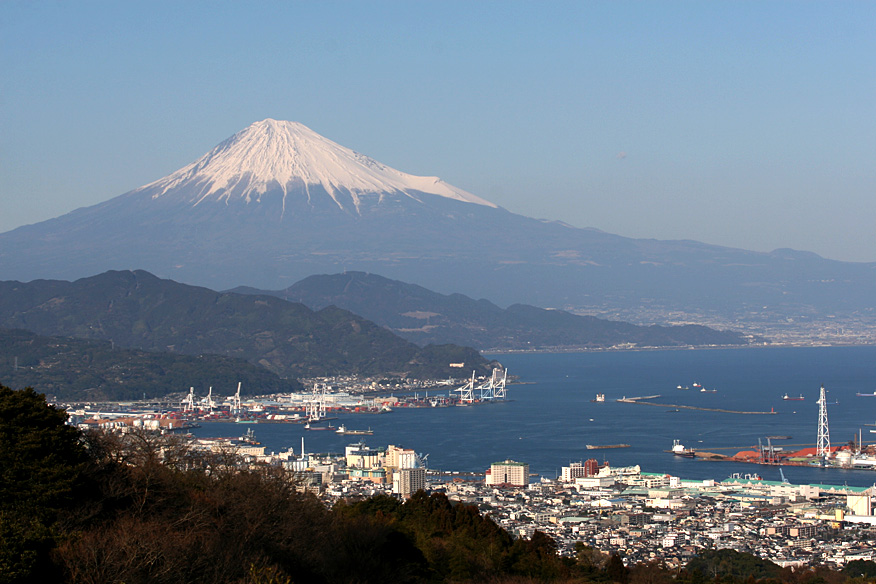
日本平から見た富士山と清水港
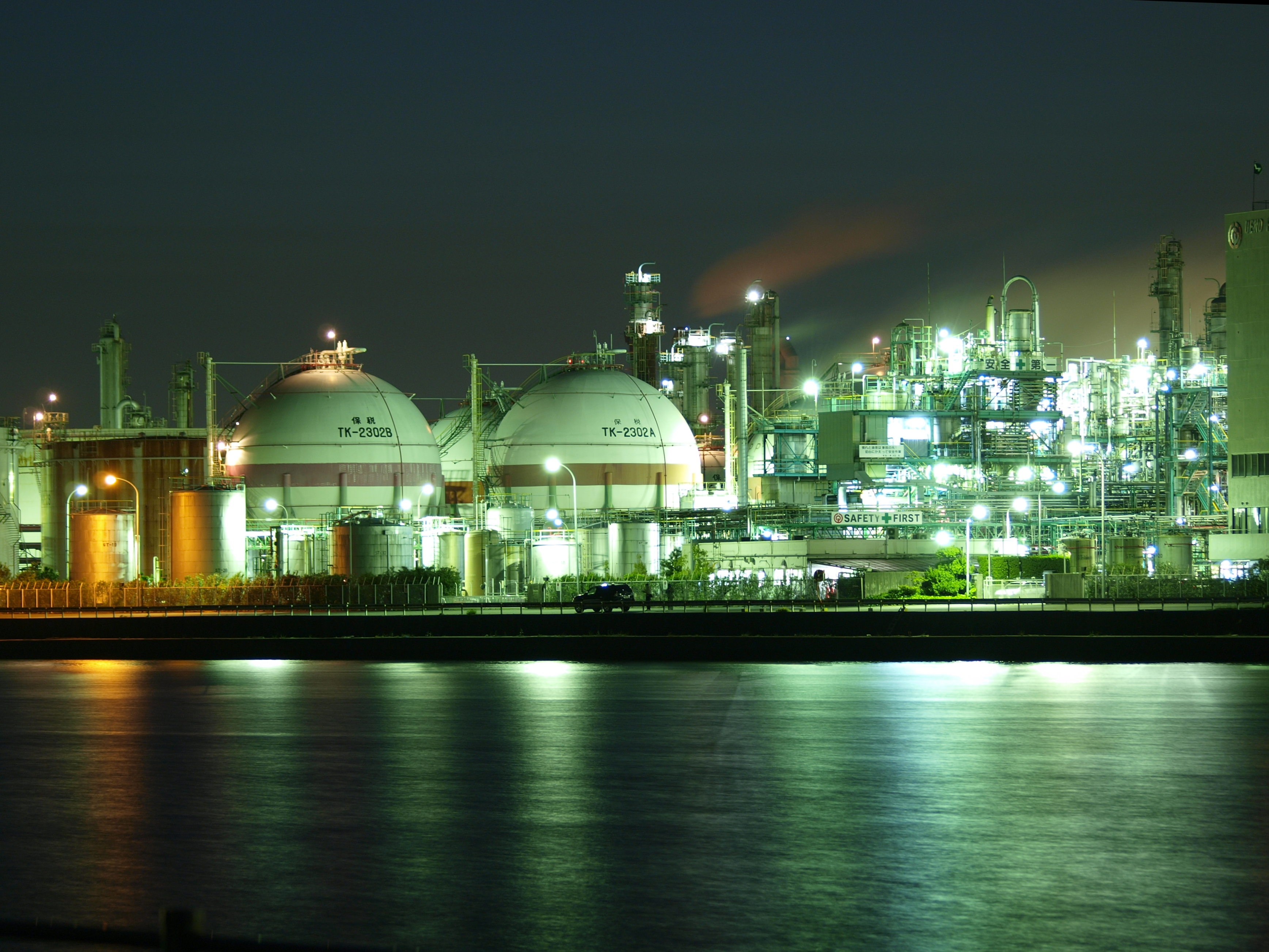
四日市コンビナートと四日市港の夜景

## 文化

### 方言
- 近畿方言 - 三重県
- 岐阜・愛知方言 - 岐阜県、愛知県
- 長野・山梨・静岡方言 - 静岡県

### プロスポーツ

#### 野球
東海地方に本拠地を置くプロ野球チーム
- 中日ドラゴンズ（セントラル・リーグ）
- くふうハヤテベンチャーズ静岡（ウエスタン・リーグ）

#### サッカー
東海地方に本拠地を置くJリーグチーム
- 名古屋グランパスエイト（J1リーグ）
- 清水エスパルス（J1リーグ）
- ジュビロ磐田（J2リーグ）
- 藤枝MYFC（J2リーグ）
- アスルクラロ沼津（J3リーグ）
- FC岐阜（J3リーグ）

東海地方に本拠地を置くなでしこリーグチーム
- 伊賀FCくノ一三重（なでしこリーグ1部）
- ラブリッジ名古屋（なでしこリーグ1部）
- 静岡SSUボニータ（なでしこリーグ2部）

#### バスケットボール
東海地方に本拠地を置くBリーグチーム
- 名古屋ダイヤモンドドルフィンズ（B1リーグ）
- 三遠ネオフェニックス（B1リーグ）
- シーホース三河（B1リーグ）
- ファイティングイーグルス名古屋（B1リーグ）
- ベルテックス静岡（B2リーグ）
- 岐阜スゥープス（B3リーグ）
- ヴィアティン三重バスケットボール（B3リーグ）

東海地方に本拠地を置くWリーグチーム
- トヨタ自動車アンテロープス（Wリーグ）
- デンソーアイリス（Wリーグ）
- シャンソンVマジック（Wリーグ）
- アイシン ウィングス（Wリーグ）
- 三菱電機コアラーズ（Wリーグ）
- トヨタ紡織サンシャインラビッツ（Wリーグ）

#### ラグビー
東海地方に本拠地を置くジャパンラグビーリーグワンチーム
- 静岡ブルーレヴズ
- トヨタヴェルブリッツ
- 三重ホンダヒート
- 豊田自動織機シャトルズ愛知